# Marais-Vernier (région)
Pour les articles homonymes, voir Marais-Vernier (Eure) et Vernier.
Le Marais-Vernier est une région naturelle du département de l'Eure en région Normandie. Issue d'un ancien méandre de la Seine, cette région constitue une dépression semi-circulaire de 4 500 hectares qui regroupe prairies humides, marais, roselières, canaux, mares, étangs, tourbières, courtils et bocages. Cette mosaïque de paysages dans un seul et unique ensemble représente une entité écologique 
exceptionnelle dans les plaines du Nord-Ouest de l'Europe.
Le Marais-Vernier est riche d’un patrimoine naturel remarquable avec sa flore (arbres têtards, haies de houx, espèces turficoles, etc.), sa faune composée de nombreuses espèces protégées (cigognes, faucons, busards, chouettes, etc.) et son réseau hydraulique (canaux, étangs, mares, etc.). De plus, il abrite une tourbière d'une superficie de près de 1 800 hectares, qui constitue, en cubage de tourbe, la plus grande tourbière de France.
À plusieurs reprises, des hommes extérieurs à la région ont tenté de le mettre en valeur de manière plus intensive et ce, dans des buts productiviste et économique. Mais, que ce soient les Hollandais au XVIIe siècle, ou l'État en 1947-1950 (dans le cadre du plan Marshall), ces tentatives ont globalement échoué, notamment à cause des difficultés d'entretien et de l'utilisation de matériels et d'espèces animales peu adaptés au milieu.
Toutefois, l'empreinte laissée par les hommes dans le Marais-Vernier n'est pas sans intérêt puisqu’elle en constitue l'une des plus importantes particularités. En effet, les paysages, tels qu'ils sont connus aujourd'hui, résultent d’une « co-construction Homme-Nature » responsable de la richesse culturelle considérable du site et de la présence d’un patrimoine bâti et architectural de grande valeur.
À partir des années 1970 et au cours des décennies qui suivent, de nombreuses démarches en faveur de la conservation du Marais-Vernier sont menées : création de réserves naturelles nationales, intégration au parc naturel régional des Boucles de la Seine normande, classement en zone Natura 2000, etc. Concrétisation de cet objectif de sauvegarde : le Marais-Vernier a été désigné, le 18 décembre 2015, avec la vallée de la Risle maritime, zone humide d’importance internationale au titre de la convention de Ramsar.

## Localisation

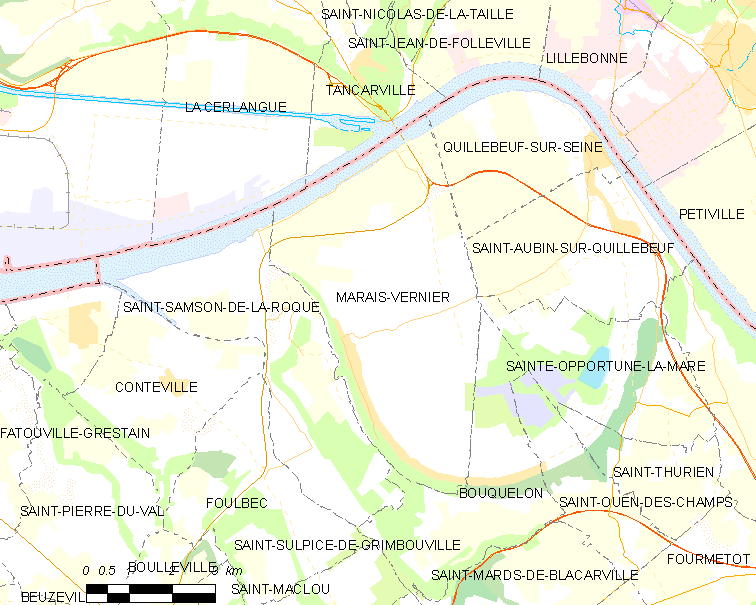
Vue des différentes communes du Marais-Vernier

Le Marais-Vernier est une région naturelle du Nord-Ouest de l'Eure en région Normandie. Amphithéâtre naturel d'une superficie de 45 km2, cette région occupe un espace limitée au nord par la Seine et au sud par un coteau de plus de 100 m de haut marquant la fin du plateau crayeux du Roumois. Elle se situe entre Pont-Audemer (au sud) et le pont de Tancarville (au nord).
Son territoire est réparti entre sept communes : Marais-Vernier, Bouquelon, Saint-Ouen-des-Champs, Saint-Thurien, Sainte-Opportune-la-Mare, Saint-Aubin-sur-Quillebeuf et Quillebeuf-sur-Seine. La commune du Marais-Vernier est la seule à être totalement située dans la cuvette formée par l'ancien méandre correspondant à l'ancien marais. De plus, contrairement à elle, les autres communes sont soit tournées vers la Seine (Saint-Aubin-sur-Quillebeuf et Quillebeuf-sur-Seine), soit tournées vers le plateau du Roumois (Bouquelon, Saint-Ouen-des-Champs, Saint-Thurien et Sainte-Opportune-la-Mare). Ces quatre dernières communes ont d'ailleurs toutes leur centre qui est situé sur le plateau du Roumois et non dans le marais.

## Toponymie
Le nom de la localité du Marais-Vernier est attesté sous la forme Marescus Warnerii au XIIe siècle (cartulaire de Jumièges),; S. Laurentius de Marisco, sans date (Gallia Christiana) ; La Mare Vernier en 1505; La Mare au Vernier en 1631 (Tassin, Plans et profilz) ; Mares à Vernier en 1648 (La Roque) ; Marais Varnier en 1738 (Saas).
Les formes de 1505, 1631 et 1648 ne se rapportent peut-être pas à ce toponyme mais à un lieu nommé la Mare-Vernier dont on dénombre au moins une occurrence : la Mare-Vernier à Pacy-sur-Eure.
La dénomination de la paroisse a été empruntée à celle du marais. L'élément Warner- représente le nom de personne germanique Warnhari qui a régulièrement évolué en Varnier / Vernier dans cette partie de la Normandie. Ce sont aujourd'hui des patronymes assez communs. On le retrouve également sous la forme Vernier dans le nom de lieu Val-Vernier à Brachy.
L'évolution de la graphie Warnier > Varnier est liée à l'évolution de la prononciation en normand septentrional [w] > [v] au XIIe siècle. Ensuite, l'évolution Var- > Ver- est attendue, et due à l'action fermante de [r] en syllabe initiale au Moyen Âge. Cette évolution se manifeste par exemple dans les parlers de la Seine-Maritime et de l'Eure dans les mots lerme < larme; ergent < argent; etc.
L'explication par le nom Verne  que l'on rencontre parfois dans des publications non spécialisées en onomastique n’a pas de fondement. En effet, elle est contredite par les formes anciennes. En outre, l'élément verne aurait été combiné de manière exceptionnelle avec le suffixe -ier, s'il s'agit bien de ce suffixe. Enfin, si le mot verne est commun dans la toponymie occitane et au sud et à l'est du domaine d'oïl, comme il l'est dans les langues de ces régions, il est en revanche absent de la toponymie médiévale de la Normandie, où l'on ne recense aucune occurrence de cet appellatif dans l'Eure. Ce mot d'origine celtique (gaulois) n'a pas survécu à la romanisation de cette province.

## Histoire

### Approche géologique
La formation du Marais-Vernier remonte aux grandes glaciations du Quaternaire. Ainsi, au pléistocène inférieur (c'est-à-dire 1 million d'années BP), la Seine coulait à environ 65/70 mètres d'altitude sur l'emplacement de la future pointe de la Roque. Entre ce qui sera bien plus tard Rouen et Le Havre, le cours du fleuve est très dynamique ; il va développer de nombreux méandres en incisant profondément le plateau crayeux du pays de Caux et du Roumois. Dans la zone où naîtra le Marais-Vernier, le fleuve formait, alors, un méandre en forme de fer à cheval. Il approchait du versant au niveau du lieu-dit la Vallée, puis le longeait jusqu'à la pointe de la Roque.

Coupure de méandre avec formation d'un bras mort

Au Pléistocène moyen et supérieur, vers 60 000 ans BP, des transgressions et des régressions successives ont amené au creusement du coteau de pourtour du Marais Vernier.
Vers 45 000 ans BP, durant la dernière glaciation, un recoupement du méandre se produit (phénomène correspondant à la jonction des deux coudes formés par le méandre). La capture du méandre, puis la disparition du pédoncule, renvoient le cours principal de la Seine vers le Nord.
Au cours de la transgression flandrienne (15 000 ans BP), le climat se réchauffe et par la fonte des glaces, entraîne la remontée du niveau marin. Ainsi, la Manche se remet progressivement en eau et l'estuaire de la Seine recule jusqu'à sa position actuelle, un peu avant 8000 BP. Sous l'effet de la mer, des galets et des sables sont poussés et se mélangent, puis se superposent aux cailloutis étalés par le fleuve au cours de la période froide.
À partir de 7500 BP, le marais Vernier devient une vasière intertidale, partiellement isolée par des cordons littoraux qui prennent appui sur les pointes de la Roque et de Quillebeuf, ainsi que sur le dôme crayeux du centre du méandre. L'isolement créé par ces cordons littoraux favorise les dépôts de tourbe. Toutefois, des ruptures occasionnelles ont lieu et permettent l'entrée de vases estuariennes qui se déposent en couches alternant avec des lits de tourbe.
À compter de 5500 BP, les cordons littoraux se consolident, la tourbière se réinstalle et n'est plus, pour la partie médiane et orientale du marais, l'objet d'un recouvrement par des sédiments venus de l'estuaire : l'accumulation ininterrompue de restes végétaux y forme une épaisseur de tourbe de plus de 6 m. À l'ouest, une rupture majeure du cordon littoral, vers 4000 BP, conduit au dépôt de sédiments silteux dans la partie ouest du Marais-Vernier. Cette incursion, probablement facilitée par l'existence d'un cours d'eau en pied de coteau, construit un corps sédimentaire en forme de croissant. Ce dépôt a eu pour conséquence un fort compactage (de 2,50 m à 0,40 m) des niveaux de tourbes qu'il a recouverts.

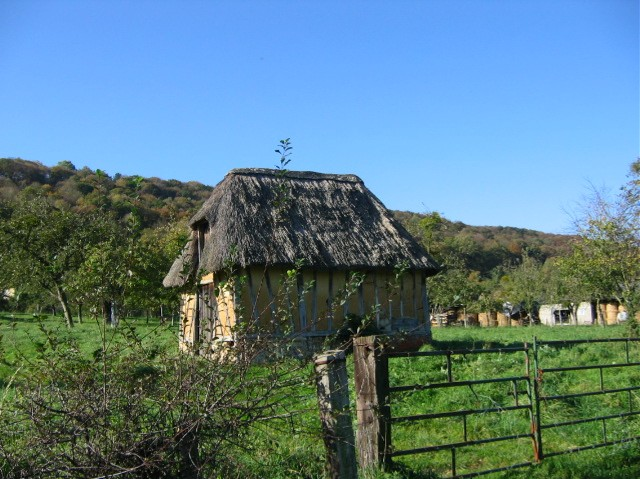
Une chaumière

À 3900 BP, la tourbière se réinstalle partout au sud des cordons littoraux, la haute mer atteignant alors la cote 0 m NGF. La mer continue de monter jusqu'à la fin de l'époque gallo-romaine, atteignant alors à marée haute la cote de 4,5 m NGF, qui est aussi l'altitude moyenne estimée, par comparaison avec d'autres sites, du Marais-Vernier au Moyen Âge. Cette altitude baisse depuis, du fait de l'action humaine - le drainage en particulier -, pour n'être plus que de 2,50 m.

### Préhistoire et protohistoire
Aucun élément concret ne vient attester la présence éventuelle d'hommes dans le Marais-Vernier au cours des périodes préhistoriques et protohistoriques. En revanche, les terres limitrophes du marais, elles, étaient exploitées depuis le Néolithique. En effet, de multiples artefacts néolithiques (séries lithiques, haches taillées, etc.) ont été mis au jour sur le plateau de Bouquelon. Toutefois, aucun site tangible pouvant laisser envisager une certaine sédentarisation n'y a encore été identifié.
Toujours sur le plateau de Bouquelon, des haches attribuables à l'Âge du Bronze ont été trouvées et la construction de différents sites fortifiés de hauteur datant de l'Âge du Fer y est attestée (les éperons barrés de la Roque, sur la pointe qui domine la Seine, et du Catelet, au Mont-Finet). Des découvertes ont également été faites à Saint-Samson, mais leur interprétation est difficile, d'une part parce que leur localisation est imprécise, d'autre part parce que le territoire de la commune est plus axé sur la vallée de la Risle.
En conclusion, il est probable que l'homme, fréquentant les plateaux dominant le marais, ait pu y entreprendre des incursions, notamment pour la chasse et la pêche. Mais cette fréquentation n'a laissé aucun témoignage répertorié, ni aucun site identifiable.

### Période gallo-romaine
La civilisation gallo-romaine est fortement présente dans la vallée de la Seine (notamment en forêt de Brotonne) ainsi que sur le plateau du Roumois. En effet, les communes d'Aizier, Sainte-Croix-sur-Aizier et de Trouville-la-Haule recèlent une forte densité de vestiges datant de cette époque. Cependant, dans les territoires plus à l'ouest, dont le Marais-Vernier, cette densité ne se retrouve pas.

### Moyen Âge

#### DuVIeauXesiècle

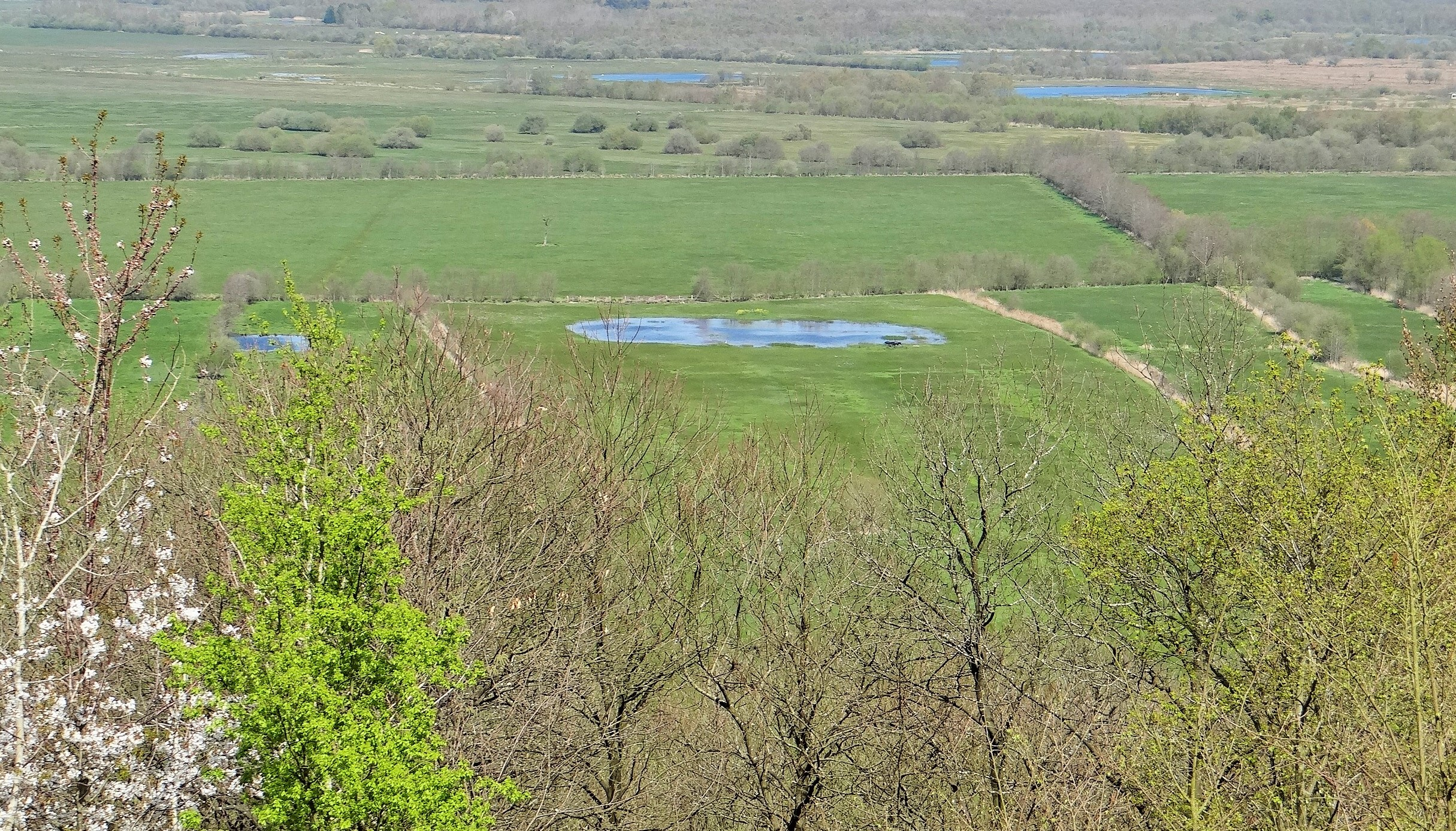
Vue du Marais-Vernier depuis les coteaux

Durant le Moyen Âge, il est fait mention, mais de façon sporadique, de l'abbaye de Pental à Saint Samson (quatre mentions, au total, sont dénombrées).
Cette abbaye, qui relevait de l'abbaye-évêché de Dol, a été érigée dans la première moitié du VIe siècle,, au sein d'un fisc, sur un terrain donné à saint Samson par Childebert.
Selon Lucien Musset, le patrimoine foncier de l'abbaye correspondait approximativement "à la future enclave doloise de la Basse Seine qui, telle que nous la connaissons au Moyen Âge et jusqu'en 1790, comprenait les quatre paroisses de Saint-Samson, La Roque, Conteville, le Marais Vernier". Toutefois, son emprise sur les zones marécageuses du marais au VIe siècle n'est pas clairement déterminée. L'abbaye disparaît durant les invasions vikings, mais sous le duché de Normandie et jusqu'à la Révolution, l'évêché de Dol garde la mainmise sur les quatre paroisses précitées.
Aucune donnée, ni aucun indice ne permet de supposer l'éventuelle colonisation du marais par une population. Les seuls vestiges archéologiques dont la localisation semble se situer directement à proximité du marais sont la grotte de Saint-Samson, dans la falaise, et l'ermitage de Saint-Béranger : tous les deux étaient implantés au pied de la côte orientale du promontoire de la Roque. Rien ne permet donc d'envisager, au cours de ces premiers siècles du Moyen Âge, quelques travaux de mise en valeur du marais que ce soit, ni par les moines de Pental, ni par les moines de Jumièges, également dotés à l'est du marais.

#### DuXIeauXVesiècle
C'est probablement à partir du XIe siècle que se développe un habitat pérenne au sein du Marais-Vernier. En effet, en 1129, l'église Saint-Laurent de Marais-Vernier est consacrée par Baudri de Bourgueil, ancien évêque de Dol.
C'est à partir de cette période que les hommes commencent à aménager le Marais-Vernier. Ils taillent des parcelles allongées et serrées, creusent des fossés et plantent des saules têtards : c'est la naissance des courtils. Toutefois, leur date de création exacte ainsi que la chronologie suivie pour l'aménagement de certains éléments paysagers du marais sont mal connues.

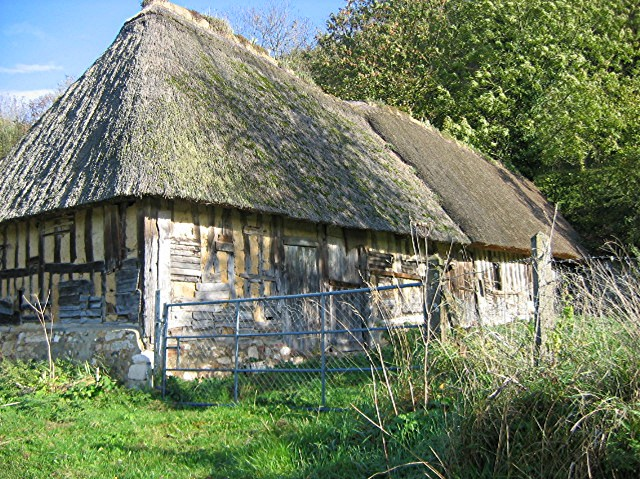
Une chaumière

Des éléments topographiques et hydrauliques du Marais-Vernier de la fin du Moyen Âge sont connus grâce à un arrêt du 8 novembre 1490 qui met un terme au procès opposant Guillaume de Longchamps, écuyer, seigneur de Marais-Vernier, et les habitants de la paroisse de Marais-Vernier, à propos des communes pâtures. Deux causes y sont entendues : la reconnaissance des droits d'usage des habitants dans l'ancien marais d'une part, et l'attribution à ceux-ci d'une portion des nouveaux marais en pleine propriété d'autre part.
Par cet arrêt, les habitants obtiennent la confirmation de leurs droits d'usage aux anciens marais, qui resteront héréditairement communs entre le seigneur et eux pour les usages suivants :
- pâturer et herbager toutes leurs bêtes ;
- tendre des filets pour prendre les oiseaux ;
- prendre des roseaux (destinés aux couvertures des chaumières) ;
- prendre de l'herbe et de la litière ;
- prendre des tourbes et relèves pour relever et rehausser leurs courtils sans entreprendre les uns sur les autres ;
- pêcher aux fossés, à l'exception des fossés courants qui sont réservés au seigneur pour cet objet, mais communs pour toute autre utilisation[10].

Ces dispositions indiquent une mainmise avancée des habitants de Marais-Vernier sur les marais, que confirme l'absence de toute contrepartie envers le seigneur pour l'exercice de ces droits d'usage. Elles ne consacrent pas seulement la jouissance des habitants sur ces terrains, elles leur en attribue de fait la pleine propriété,.
Par ailleurs, l'arrêt démontre que des aménagements hydrauliques de cette partie du marais sont déjà développés. En effet, y sont mentionnés les fossés courants (dont le Préaux du moulin et le fossé des Faudries) et les fossés dormants, qui préfigurent un réseau de drainage complet. Enfin, la Croix de la Devise (borne de pêche établie sur la rive de la Seine) est déjà en place et d'autres devises ou bornes sont implantées (dont une borne nommée la Pierre Bise).
À la même époque, l'autre moitié du Marais-Vernier (côté oriental, donc) est soumise à deux influences féodales, et ce, depuis le Xe siècle environ :
- d'un côté, l'abbé de Jumièges, baron au temporel de la baronnie de Trouville qui regroupe cinq paroisses : Trouville-la-Haule, Quillebeuf, Saint-Aubin-sur-Quillebeuf, Sainte-Opportune et Vieux-Port ;
- de l'autre, le seigneur de la Mare dont le château s'élève dans le marais, au bord et à l'extrémité ouest de la Grand'Mare.

Tout au long du Moyen Âge, une lutte sourde et constante va être menée par les seigneurs successifs de la Mare pour usurper des terrains, mais aussi des droits, sur le domaine des religieux.

### L'époque moderne

#### Les travaux des Hollandais

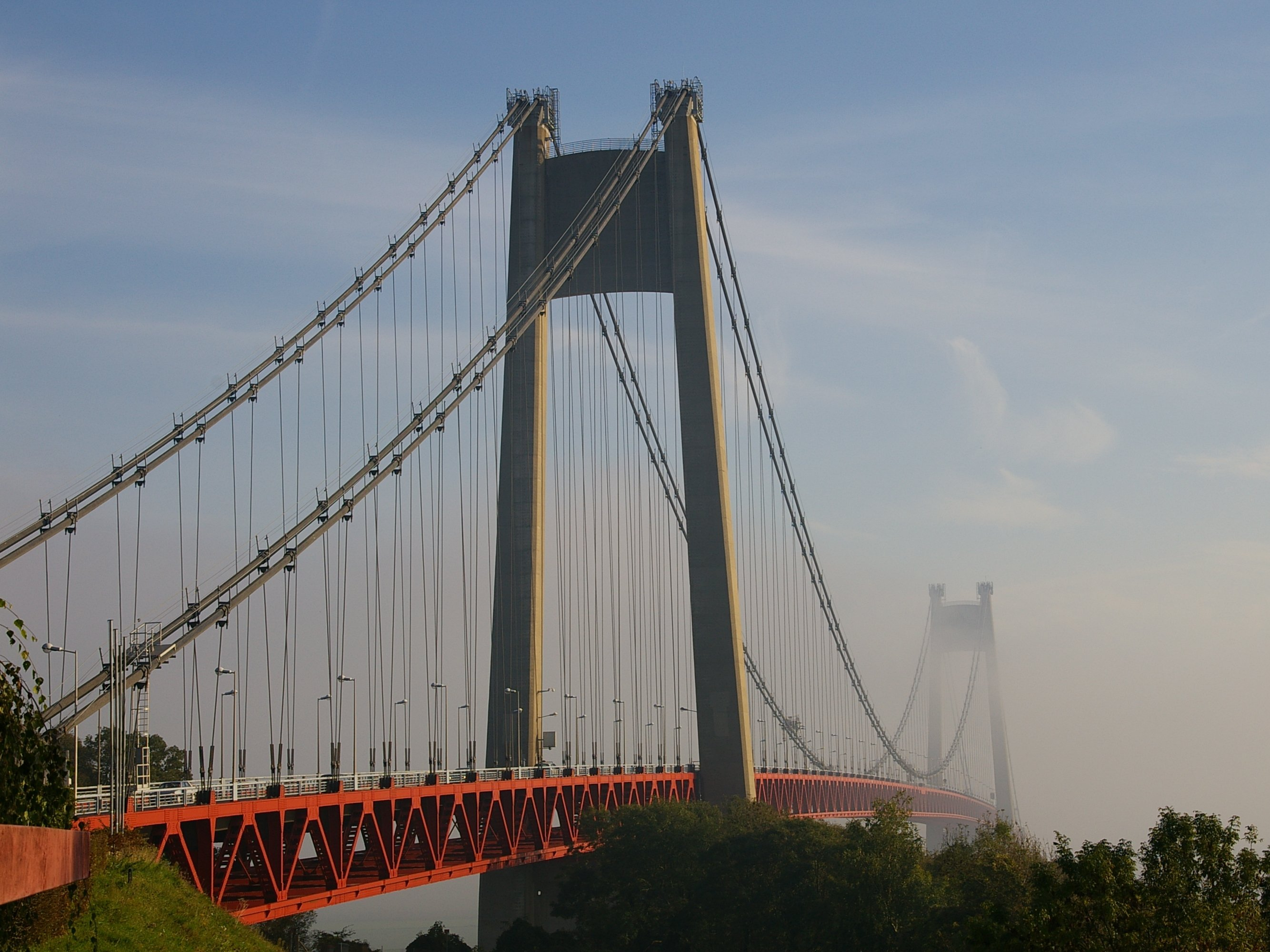
Le pont de Tancarville au nord du Marais-Vernier

En 1599, Henri IV décide de faire disparaître les marais. Par un édit promulgué en avril de la même année, il confère à Humfrey Bradley le titre de grand maître des digues de France et promulgue le premier acte administratif sur le dessèchement des marais,. Cet édit expose les conditions dans lesquelles ces opérations doivent être initiées, l'obligation des propriétaires de marais de dessécher, la rétribution des opérateurs, etc. Pour réduire les multiples foyers de résistance qui s'opposent aux premières initiatives de Bradley, le roi doit se résoudre à publier un second édit, en janvier 1607, extrêmement favorable aux étrangers occupés aux dessèchements.
Les travaux dans le Marais-Vernier sont initiés par un contrat signé à Rouen, le 23 décembre 1617. Les parties sont, d'un côté, Pierre Midorge, avocat au parlement de Paris, au nom d'Humfrey Bradley et de ses associés, de l'autre, trois seigneurs possessionés dans le marais : François de la Luthumière, seigneur de Marais-Vernier, Nicolas de Fauthereau, seigneur de Villers et de la Mare et Claude de Malortie, sieur de Campigny et des Roys. Sont à noter l'absence de l'abbé de Jumièges, baron de Trouville et Quillebeuf, pour les marais de Saint-Aubin, et Claude de la Barre, seigneur du Plessis-Bouquelon, pour la vallée de Bouquelon, ainsi que toutes les communautés d'habitants.
Cet acte expose clairement les obligations de la compagnie : faire dessécher à ses coûts et à ses risques les marais relevant des seigneuries de Marais-Vernier, de la Mare et des Roys, dans un délai de trois ans. Cet acte règle les modalités du partage, qui permettra aux dessécheurs d'y trouver leur rétribution. Dans chaque seigneurie, la compagnie fera tracer à ses dépens quatre lots de même contenance.
Les travaux commencent en 1617, sous Louis XIII, et durent, au total, trois années. La nature et les principes de ces travaux se résument en deux points majeurs :
- une défense contre les inondations de la Seine, par la construction d'une digue en empêchant les débordements dans le marais. Cette digue, dite des Hollandais, n'est qu'une simple levée de terre[14], formée de matériaux pris aux alentours, et implantée à la limite des zones que couvrent encore assez régulièrement les marées et où les végétaux ne peuvent s'installer à long terme. Ainsi, 3 000 hectares purent être exploités en plus. La digue dut être réparée en 1622 et en 1662 à la suite de deux tempêtes[10],[7] ;
- un drainage des marais par le moyen d'un réseau de fossés et canaux placés en limite des parcelles des Courtils, en relation avec la Grand'Mare, et comportant des canaux de vidange vers la Seine (l'un vers Quillebeuf nommé le canal Saint-Aubin, l'autre vers la pointe de la Roque appelé le fossé de ceinture)[10],[7].

Il est difficile de juger si les travaux de Bradley ont été un succès ou un échec, bien que les avis de nombreux auteurs soient assez définitifs dans un sens ou dans l'autre. Dans leur ouvrage, Bruno Penna, Sébastien Mitaut et Myriam Valette remarquent que "le fait que des partages aient eu lieu, qu'une redistribution de la propriété se déroule, dotant certains seigneurs de terrains dans le fief voisin, que les structures hydrauliques aient perduré jusqu'à nos jours, montre à l'évidence que si ce fut un demi-succès, ce ne fut pas, dans son principe, un échec". Cependant, ils soulignent qu'il "est probable que le défaut d'entretien, de maintenance des structures fossoyées en particulier, ait pu rapidement conduire à des dysfonctionnements graves du système hydraulique, obérant dans une large mesure son efficacité". C'est probablement cette raison qui amène, en 1644, les seigneurs à prendre en charge l'entretien du réseau. Mais, il apparaît qu'ils font vite preuve de défaillance, et que le dessèchement opéré par Bradley ne connaît pas longtemps un rendement optimal.

#### Les travaux du marquis de Nagu
Le marquis Charles Gabriel de Nagu devient seigneur de Marais-Vernier à la suite de son union, en 1760, avec Adélaïde Louise Duhamel de Melmont. La pauvreté de ses terres, régulièrement livrées aux inondations, ainsi que son fort investissement dans le courant agronomique régional, le poussent à entreprendre des travaux d'amélioration. Il fait lever différents plans du château, de la seigneurie, et des terres inondables du marais qu'il entend assécher. Il semble qu'il soit également à l'origine de la plantation de plusieurs alignements de peupliers d'Italie en larges bandes le long des fossés principaux. Toutefois, aucune description ne permet d'en attester la véracité. Au cadastre napoléonien, en 1810, ne figurent ni boisement ni labour, toutes les parcelles étant en prairie, pâture ou litière.
Ces travaux constituent, dans toute l'histoire du marais-Vernier, les seuls qu'un seigneur entreprenne à titre privé, de sa propre initiative. Ils s'inscrivent dans l'émergence et le développement du courant des agronomes et physiocrates dont le seigneur est l'un des vecteurs les plus proches dans ces années 1760-1770. Ils s'inscrivent également dans les recommandations des mêmes agronomes et la volonté royale de réduire l'étendue des terres vaines et vagues du royaume, qui va se concrétiser à la même époque par plusieurs arrêts impliquant les marais.

#### La Révolution française
Dans le Marais-Vernier, les biens communaux dont jouissent les habitants composent trois entités distinctes :
- Les communaux de Bouquelon, au statut mal défini ;
- Les communaux de Marais-Vernier, dans lesquels seuls les habitants de la paroisse ont des droits d'usage (ils comprendraient les marais dont les habitants seuls peuvent se prévaloir, et les côtes en bruyères, communes à tous, mais revendiquées par le seigneur) ;
- Les communaux de Saint-Aubin, répartis en marais et bruyères, partagés par les cinq paroisses formant la baronnie de Trouville : Quillebeuf, Saint-Aubin, Sainte-Opportune, Trouville-la-Haule et Vieux-Port.

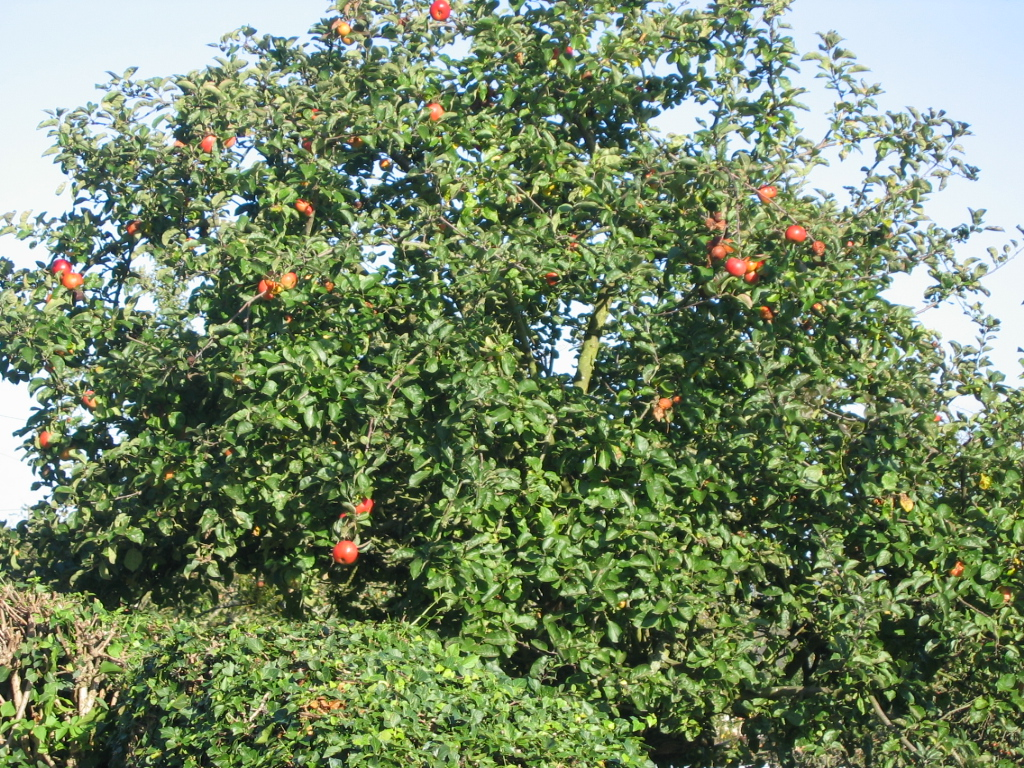
Pommier dans le Marais-Vernier

Jusqu'à la Révolution, il ne semble pas que la question du partage des marais ait été évoquée même si certains courants y étaient favorables.
La loi du 14 août 1792, qui pose le principe de l'accès au partage, et surtout la loi du 10 juin 1793, qui en précise les modalités d'application, poussent à mettre en place le partage du marais selon des principes nouveaux :
- un transfert de propriété, dans une région où les habitants avaient coutume de verser une redevance au seigneur en contrepartie de leur droit d'usage, et accréditaient ainsi la réalité de la possession de ces terres par le seigneur. La loi affirme clairement que la propriété des biens communaux appartient désormais à la communauté des habitants ;
- Ce transfert effectué, il devient facile d'envisager un partage effectif de ces terres entre les différents copropriétaires ;
- Les modalités de répartition sont revues. En effet, le choix d'un partage par tête est fait. Ainsi, sont attributaires d'une part tous les habitants, âgés d'un an au vote de la première loi, le 14 août 1792.

Ces dispositions ne sont pas sans conséquence, puisqu'elles vont, d'une part, conduire à la mise en œuvre effective du partage, et d'autre part, par la multiplication des ayants droit, mener à la multiplication des lots, et donc à la distribution de lots de très petites dimensions impossibles à matérialiser sur le terrain. Pour pallier ce dernier inconvénient, il faudra dans les marais de Saint-Aubin, constituer "des lots de dix", rassemblant dix attributaires : un regroupement familial sera alors préconisé.

### L'époque contemporaine

#### LeXIXesiècle: situation difficile et nouveaux projets d'aménagement
Le XIXe siècle s'annonce sous de mauvais auspices et ce, pour plusieurs raisons :
- Le partage des communaux engendré par la Révolution s'avère être un échec : pas de labours, des parcelles sans réel propriétaire, des reventes rapides et la perte du territoire commun du pâturage ;
- Le réseau hydraulique ne fonctionne pas, car il n'est pas entretenu. Dès 1807, un conflit oppose les habitants de Marais-Vernier à leurs anciens seigneurs, les Mortemart. Ces-derniers, ayant perdu leurs prérogatives seigneuriales, considèrent que plus rien ne les oblige à entretenir les fossés ;
- Les conditions sanitaires se dégradent : les habitants se trouvent dans une situation sanitaire critique car ils sont régulièrement frappés par des endémies. La salubrité est alors un souci constant des érudits et des médecins, mais également des ingénieurs de Ponts et Chaussées, qui justifient ainsi l'utilité des projets de dessèchement.

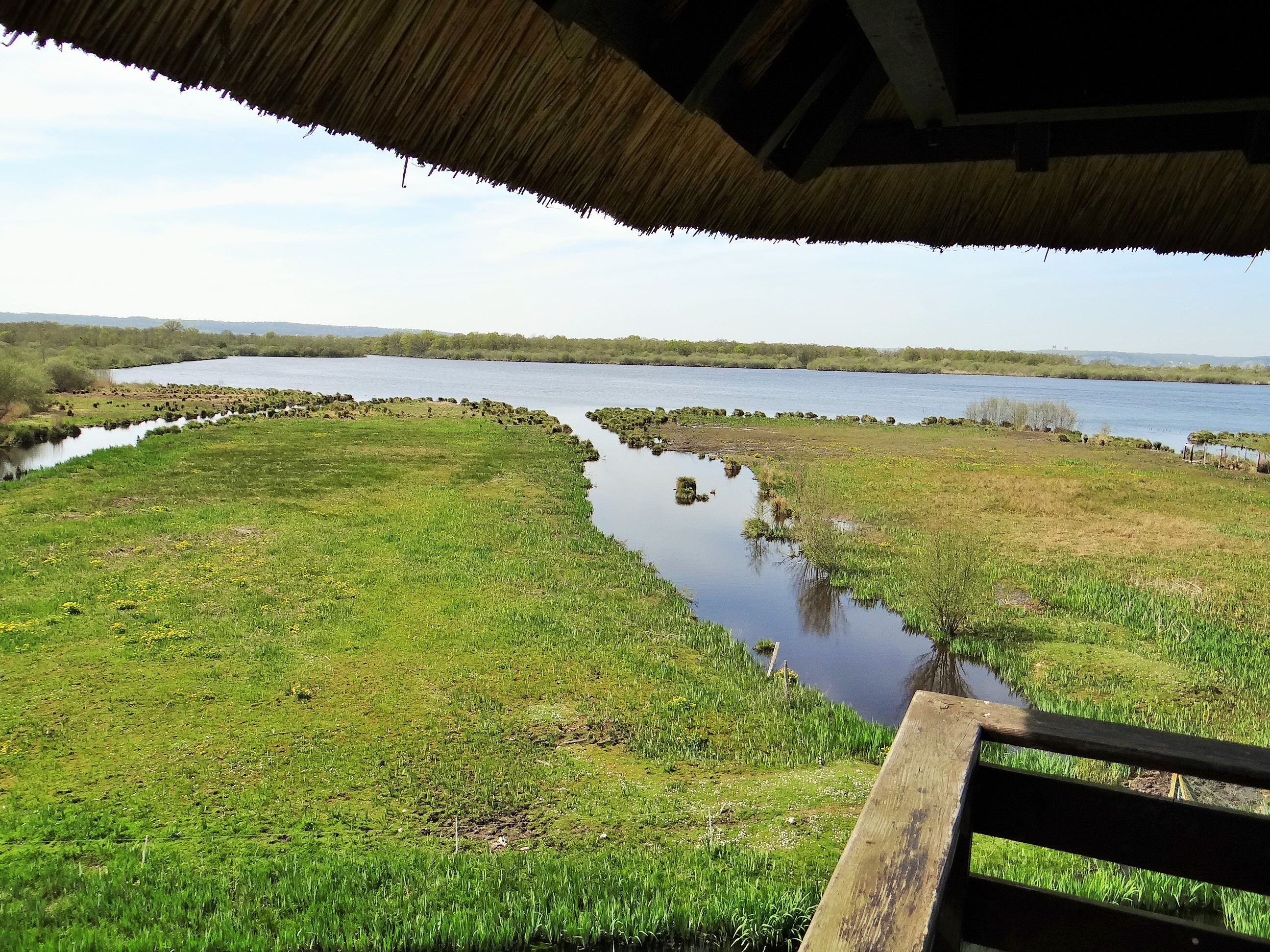
Vue du poste d'observation de la Grand'mare

C'est ainsi que ce siècle voit naître de nombreux projets d'assèchement, justifiés par l'amélioration, d'une part, des conditions sanitaires et, d'autre part, de la production agricole. Ainsi, en 1808, Rêver imagine l'installation de machines hydrauliques pour pomper l'eau. En 1829-1830, la société de canalisation, dessèchement et défrichement, à Saint-Denis, se propose d'intervenir, sans qu'aucune suite ne soit donnée. Le projet d'assainissement du marquis de Castéja, en 1837, à Paris, ne connaît pas davantage d'exécution. Ni le projet de l'ingénieur Olivier en 1842-1843, ni celui de l'ingénieur Picquenot en 1863, ni les demandes de travaux répétées du sieur Leroux, qui exploite la tourbe, ne subissent meilleur sort.
Malgré les inondations fréquentes et l'état sanitaire de la population, c'est chaque fois l'immobilisme qui l'emporte. En 1847, le gouvernement se voit contraint de mettre en place, d'autorité, un syndicat chargé d'entretenir les fossés. Mais, là encore, cette initiative échoue. En effet, l'organisme ne fonctionne pratiquement jamais, et malgré une remise en route en 1861-1862, il n'assure aucune de ses missions.
À l'inverse, dans le marais neuf, les mutations sont nombreuses. Les atterrissements progressent par le moyen d'une succession d'écores, espèces de petits barrages — ou de petites palissades - dressées pour ralentir le courant d'eau et faciliter le dépôt d'alluvions. L'endiguement, en 1860, fixe définitivement les limites de l'extension du marais vers le nord, et le colmatage des derniers vides permet d'y tracer un parcellaire cohérent, et de répartir les terrains gagnés entre l'État et les riverains. Cet endiguement, qui n'a à voir qu'avec la navigabilité du fleuve et non avec l'assèchement des marais qui le bordent, consacre l'amélioration définitive des terrains du Vieux Marais. En effet, l'endiguement de la Seine permet de limiter la submersion du marais, ce qui a pour conséquence de faire disparaître les fièvres endémiques.

#### LeXXesiècle
Le XXe siècle est marqué, dans le Marais-Vernier, par deux ruptures majeures : la première est le passage brutal à l'agriculture productiviste à travers le projet de la ferme modèle, financée par le plan Marshall et créée à partir de 1947 ; la deuxième est la révolution agricole qui menace encore aujourd'hui gravement les caractéristiques paysagères traditionnelles du marais Vernier. Ces deux ruptures, dont les conséquences néfastes sont parfois irréversibles, aboutissent à une prise de conscience de la grande valeur paysagère, architecturale et écologique du Marais-Vernier : la fin du XXe siècle voit les procédures de sauvegarde et de protection se multiplier.

##### Le plan Marshall
Le plan Marshall (officiellement appelé « Programme de rétablissement européen ») était un programme américain de prêts accordés aux différents États de l'Europe pour aider à la reconstruction des villes et des installations bombardées lors de la Seconde Guerre mondiale. C'est dans ce cadre, qu'entre 1947 et 1950, d'importants travaux d'assainissement sont entrepris. 35 km de canaux destinés à collecter les eaux en excès vers la Grand'Mare d'où part le canal de Saint-Aubin, collecteur général du marais vers la Seine, sont refaits. Les travaux de mise en valeur contribuent au défrichement et à l'assainissement de près de 2 000 ha au centre du marais, essouchés, nettoyés de troncs fossiles, creusés de rigoles espacées de 50 m et livrés à la culture et aux herbages. Par ailleurs, une ferme, dite « à l’américaine », destinée à donner une leçon d’agriculture aux exploitants du secteur, fut établie au milieu du marais.
Les conséquences de cette énième tentative d'assèchement sur le marais sont considérables. En effet, la tourbe se déstructure progressivement entraînant une perte d’altimétrie importante de 35 à 70 cm en 50 ans. À cela, s'ajoute l'impact négatif de ces travaux sur les écosystèmes du marais et en particulier celui de l’étang de la Grand Mare.

##### Révolution agricole
La seconde rupture est la révolution agricole, qui menace encore aujourd'hui gravement les caractéristiques paysagères traditionnelles du Marais-Vernier. Le fonctionnement des agro-systèmes est complètement transformé, le fonctionnement social et économique de l'espace n'a plus beaucoup d'éléments communs avec celui du XIXe siècle, et la dégradation est aisée à observer au niveau des paysages : disparition des jardins, comblement progressif des fossés, dépérissement des saules têtards, banalisation des courtils, enfrichement, extension des labours, multiplication des étangs et envasement de la Grand'Mare, etc.

##### Procédures de sauvegarde

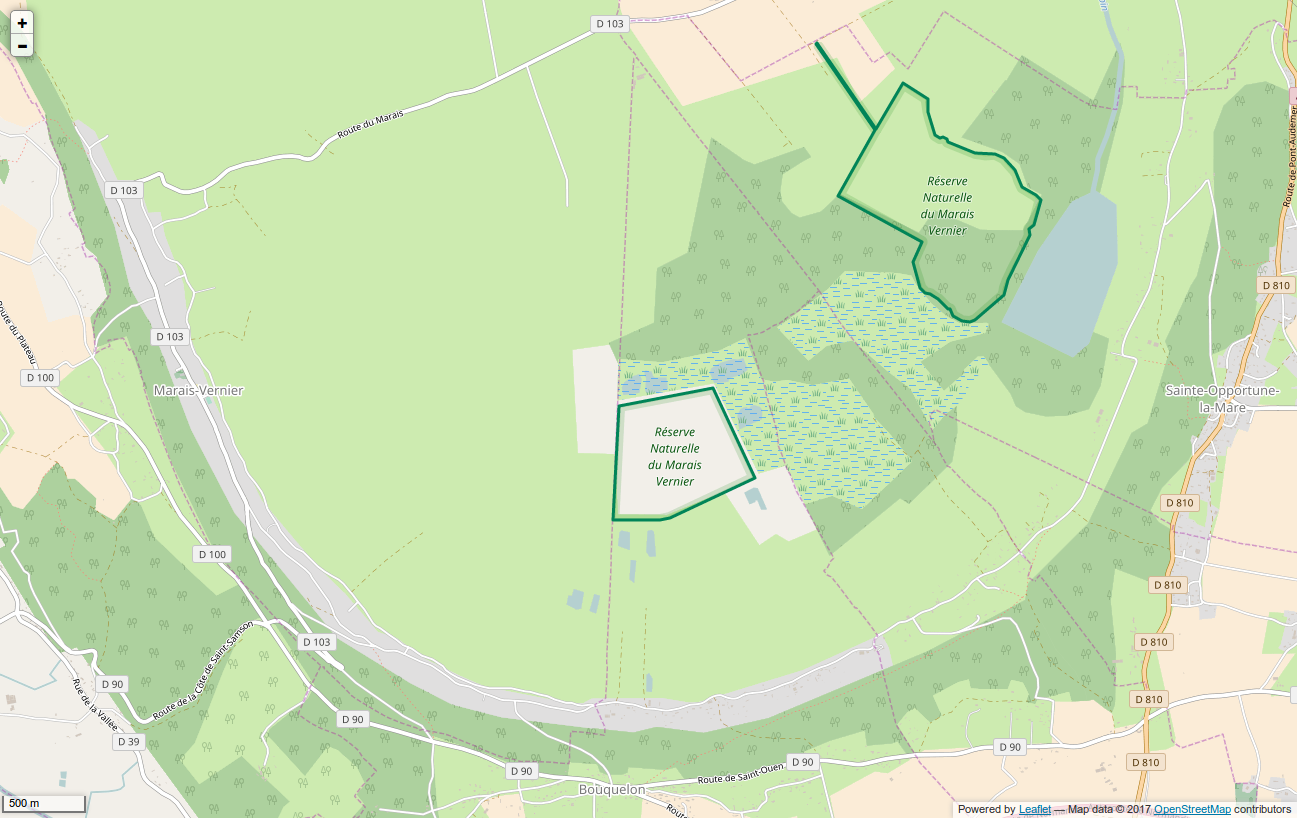
Périmètre de la réserve naturelle nationale du marais Vernier

Dans les années 70, l’échec de la mise en valeur agricole du Marais-Vernier, après des siècles de tentative, est clairement admis. La résistance de la nature a amené à revoir la gestion de ce milieu si particulier et si rare. C'est donc avec une vision nouvelle du marais, et avec la conscience de sa grande valeur paysagère, architecturale et écologique, qu'un certain nombre d'actions sont entreprises. Les objectifs, difficilement conciliables, sont, d'une part, la restauration et la gestion d'écosystèmes aux très fortes potentialités biologiques et, d'autre part, la valorisation agricole. Voici un aperçu des principales actions menées :
- La création d'espaces protégés tels que les réserves naturelles nationales : la réserve des Mannevilles, la réserve de la Grand'Mare, et enfin la réserve de Bouquelon. Certaines ont été intégrées depuis dans la réserve naturelle nationale du marais Vernier, réserve naturelle nationale créée le 25 février 2013. Le Parc naturel régional des Boucles de la Seine normande, (anciennement parc naturel régional de Brotonne) a intégré le Marais-Vernier en son sein et a œuvré afin de favoriser sa préservation ;
- L'introduction de races rustiques. La fin du XXe siècle a été marquée par la diminution des agriculteurs et la disparition d'activités traditionnelles. L'entretien du paysage devenant beaucoup plus difficile, les parcelles pâturées ou fauchées ont été peu à peu abandonnées, conduisant à leur enfrichement. D'abord envahies par des hautes herbes (calamagrostide, roseau, molinie), ces parcelles se boisent progressivement de saules cendrés, de bouleaux pubescents et d’aulnes[7]. Le sous-bois, dominé par les ronces, la fougère aigle et la molinie, présente une drastique perte de diversité[2]. Face à ce danger, et afin de réhabiliter ces milieux, il est procédé, dès 1979, à l'introduction de races rustiques qui sont mis en pâturage. Le résultat est une diminution des herbes envahissantes et une progression de la diversité de la flore avec le retour de certaines espèces patrimoniales. Aujourd'hui, le marais est parcouru par des chevaux de Camargue, des bœufs d'Écosse, des poneys landais, des poneys Newforest, des vaches Bretonne Pie Noir et des moutons Shetland, qui pâturent les zones abandonnées par les agriculteurs[2].
- L'étrépage. Sur le site Actu-environnement, l'étrépage est défini comme une "technique de restauration écologique d'un sol consistant à en prélever une couche superficielle pour réduire sa teneur en matières organiques et favoriser ainsi l'installation d'espèces pionnières, tant végétales qu'animales"[16]. Cette technique a été utilisée sur certaines parties de la tourbière qui avaient subi une minéralisation de leur couche superficielle à la suite des travaux du Plan Marshall. Elle a permis la réapparition d’espèces à valeur patrimoniale. Ainsi, dans la réserve naturelle régionale des Courtils de Bouquelon, sont réapparus des spécimens de droséra intermédiaire, de lobélie brûlante, de mouron délicat, de troscart des marais, de renoncule scélérate, etc. La technique de l'étrépage est couplée à celle du pâturage extensif, lequel intervient alors comme outil de stabilisation des communautés retrouvées par l’étrépage[2].

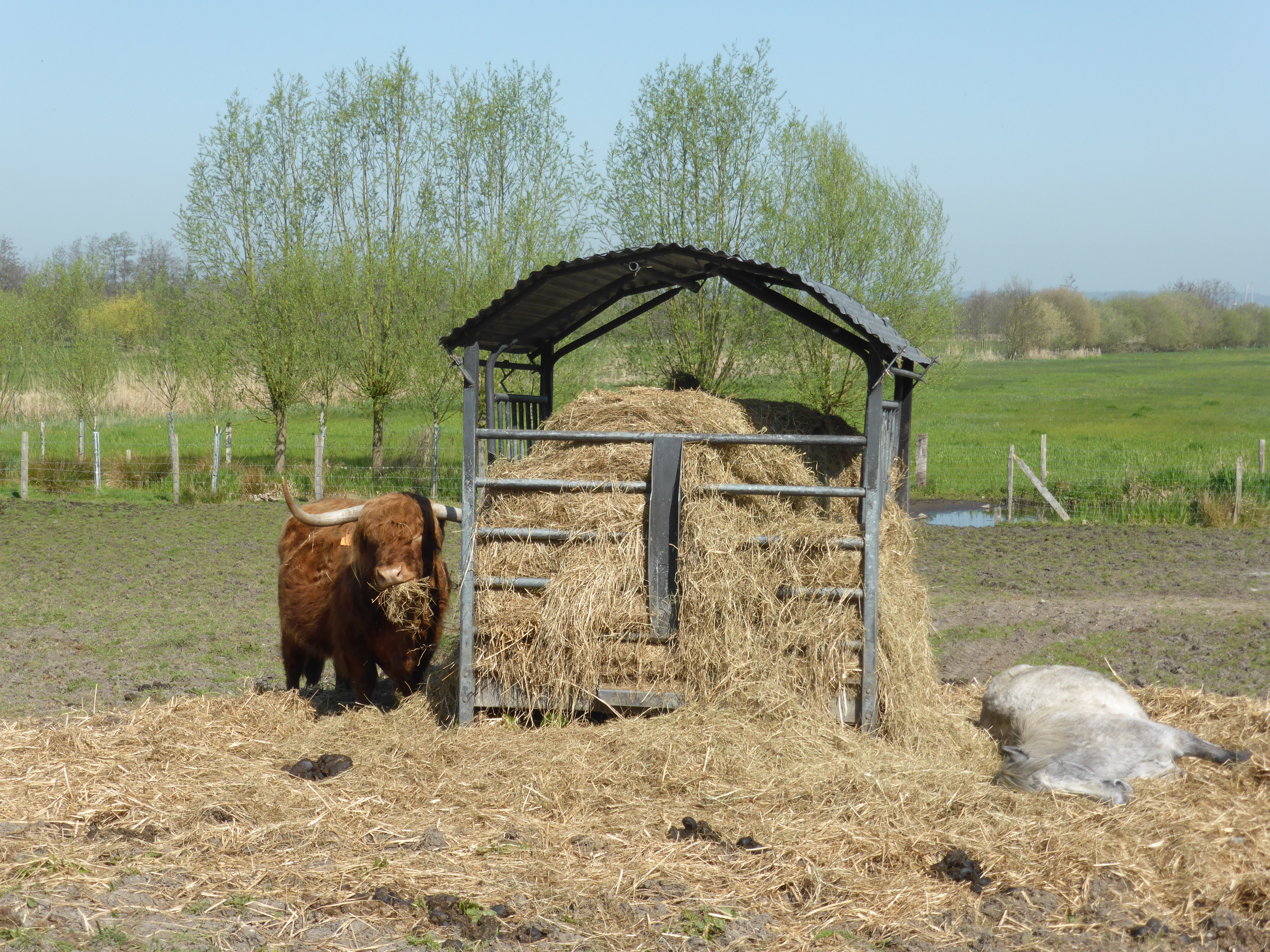
Un bœuf d’Écosse

- Le creusement de mares. Quelques dizaines de mares à finalité biocénotique ont été creusées dans les espaces protégés. Ainsi, dans la réserve naturelle régionale des courtils de Bouquelon, le creusement de mares a permis la réapparition, à partir d’une banque de graines de l’ancien fossé, des characées, potamot, nymphéa et utriculaires. Dans la réserve naturelle régionale des Mannevilles, une ancienne mare a évolué en une petite tourbière active à sphaignes, avec Drosera rotundifolia, Osmunda regalis et Thelypteris palustris[2].

Par ailleurs, deux autres points sont à relever :
- des aides européennes et nationales sont proposées aux agriculteurs volontaires pour maintenir les prairies humides, pour planter des arbres têtards et des vergers haute-tige par des aides ;
- une nouvelle population s'est installée peu à peu au sein du Marais-Vernier, charmée par l'endroit et attirée par la proximité de grandes voies de communication[Note 4]. Ces nouveaux habitants occupent souvent les maisons traditionnelles, à colombages et toit de roseaux et contribuent à leur restauration. En cas de nouvelles constructions, ils ont souvent le souci d'utiliser les matériaux locaux[3].

## Structures et éléments paysagers

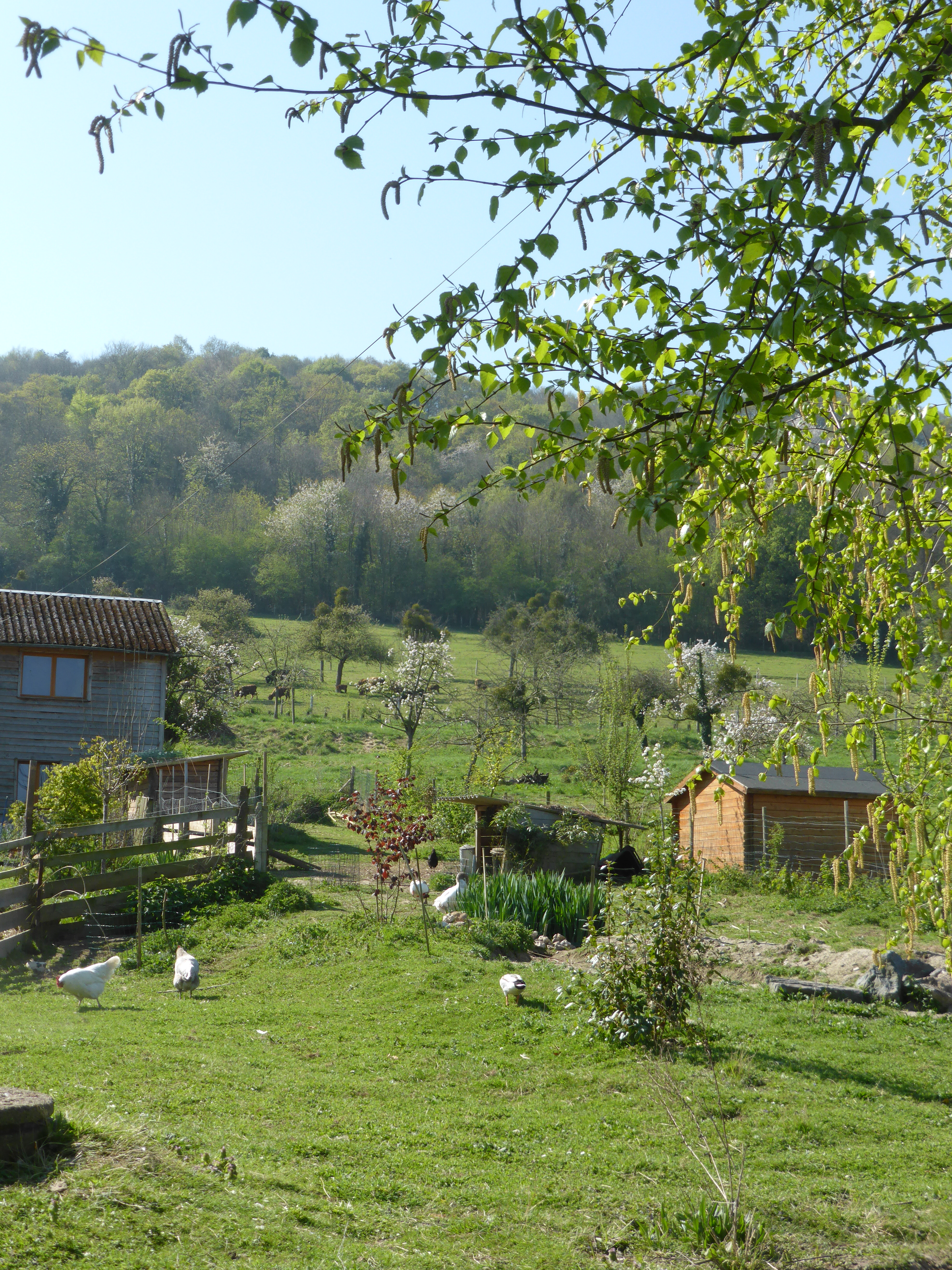
Vue sur les coteaux, les vergers, et les habitations

Le Marais-Vernier présente un schéma paysager complexe, mais clairement lisible. Il comprend trois grands ensembles :
- Les coteaux : cette partie regroupe les parties boisées (sur les pentes les plus raides) et l'habitat (implanté au pied du coteau) ;
- L'ancien marais. Situé au sud, à une altitude de 3 ou 4 mètres, il correspond à la partie tourbeuse du Marais-Vernier ;
- Le marais moderne. Située au nord de la digue des Hollandais, cette partie a été gagnée sur l’estuaire de la Seine après l’endiguement de cette dernière au milieu du XIXe siècle.

### Les coteaux

#### Les parties boisées
Les parties boisées sont essentiellement situées sur les hauteurs du Marais-Vernier, sur les pentes les plus raides des coteaux. Elles empiètent légèrement sur le plateau du Roumois créant ainsi une barrière entre les deux régions, ce qui est typique des paysages de cette partie de la Normandie.

#### L'habitat

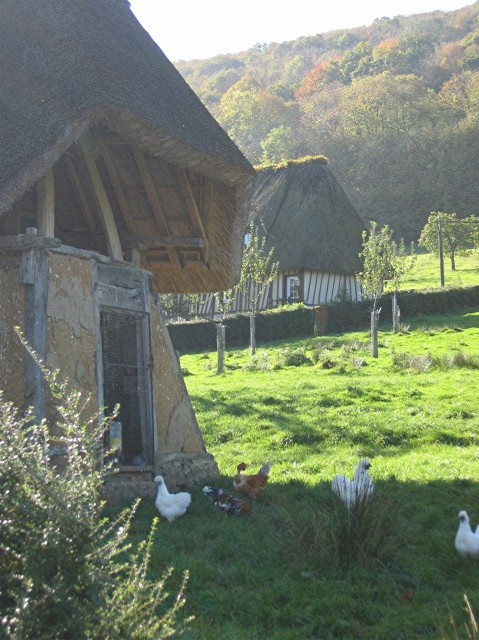
Vue sur les coteaux, les vergers et les chaumières

L'habitat du Marais-Vernier s'inscrit au sein du paysage sous la forme d'un village-rue. Cet habitat, qui occupe le pied du coteau, créant ainsi une séparation avec le marais, commence au village du Marais-Vernier, puis se prolonge à Bouquelon et à Saint-Ouen-des-Champs.
Les bâtiments traditionnels, parmi lesquels de nombreuses chaumières, se concentrent à la périphérie de la boucle du marais, à un endroit où ils sont hors d'atteinte des eaux. Leur architecture typique est faite à partir des ressources locales : les colombages proviennent des bois alentour, les roseaux sont issus du marais pour être employés sur les toitures, les soubassements sont construits de silex tirés du sol, le torchis, enfin, est fabriqué à l'aide du limon trouvé sur place. Ils sont très généralement entourés de cours plantées de vergers de haute tige.
Cet habitat typique est à l'origine d'une route touristique qui débute dans le Marais-Vernier et se prolonge en Seine-Maritime : la route des chaumières.

### L'ancien marais

#### Les courtils

##### Aspect général et localisation
Les courtils constituent probablement l'élément paysager le plus typique du Marais-Vernier. Ils se présentent sous la forme de parcelles laniérées : très longs (ils peuvent mesurer jusqu'à 1 km), ils sont souvent peu larges (quelques dizaines de mètres en moyenne),. Ces parcelles sont limitées par de larges fossés creusés dans la tourbe qui servent à la fois de clôture et d'assainissement. Ces fossés sont bordés de saules têtards et d’aulnes, deux arbres emblématiques du marais, et plus généralement des zones humides.
Les courtils sont situés entre l'habitat et le marais, perpendiculairement au coteau. Ils commencent au niveau de l'église de Marais-Vernier au nord-ouest et se prolongent jusqu'à la limite de Saint-Ouen-des-Champs et Sainte-Opportune-la-Mare au sud. L'espace qu'ils occupent correspond très précisément au croissant alluvionnaire déposé lors de l'intrusion de la mer après la rupture du cordon littoral occidental, vers 4900 BP. La base géologique des courtils est donc assise sur deux couches incompressibles : les alluvions et la tourbe inférieure (couche très compactée). Après la dernière formation de tourbe superficielle, cette zone a donc perdu moins d'altitude que les parties totalement tourbeuses, dont le tassement a évidemment pris des proportions supérieures, et connaît un gradient d'humidité plus faible.
Leur forme permet de répartir équitablement les terrains entre les habitants du marais, car la disposition de la tourbière ne permet d’y accéder que par son pourtour.

##### Disposition et aménagement
Sur le cadastre napoléonien, les courtils apparaissent comme un parcellaire très serré de bandes étroites et longues, encadrées de fossés relativement parallèles. Mais ce parcellaire se révèle plus irrégulier qu'il n'y paraît. En effet, « les fossés affectent quelquefois des rentrés transversaux, perpendiculaires à leur axe longitudinal, et peuvent être extrêmement sinueux comme d'une rectitude parfaite. Des limites de parcelles non matérialisées par des fossés se surimposent au dessin général, et la longueur des lanières est démesurée sur Bouquelon, par exemple, par rapport à Saint-Ouen-des-Champs ou au Marais-Vernier ».
Les courtils, tels qu'ils apparaissent au cadastre napoléonien, sont en réalité l'aboutissement d'une évolution qui a duré plus de huit siècles : ils ne correspondent donc en rien à une forme de parcellaire médiévale, conservée dans ses caractéristiques originelles.
Cette complexité témoigne de leur évolution dans le temps, ce qui rend impossible de déterminer leur aspect médiéval à partir de leur état global au cadastre napoléonien. Aucune donnée précise ne peut donc être apportée sur un courtil en particulier (époque de création, longueur d'origine, époque de pratique de l'hortillonage, etc.).
Dans leur ouvrage, Bruno Penna, Sébastien Mitaut et Myriam Valette décrivent très précisément la structure des courtils du Marais-Vernier :
"Face au manoir de la Cour, des parcelles très laniérées laissent place à deux blocs compacts, dont les caractéristiques ne rappellent en rien les "boëlls". Dans le même temps, apparaissent des parcelles soit triangulaires, soit quasiment informes, qui assurent la jonction entre ces blocs indépendants et qui, s'ignorant à l'origine, ont été prolongés dans des axes légèrement décalés - du fait de la courbure de l'ancien méandre - et se heurtent à leur extrémité. Les groupes de parcelles situées au nord des "courtils" de Marais-Vernier, près de l'église, permettent d'identifier au moins cinq phases d'évolution en longueur en première analyse : des ensembles de parcelles courtes au nord comme au sud (phase 1), puis un prolongement des parcelles nord par une structure triangulaire (phase 2), elle-même prolongée vers le cœur du marais dans un troisième temps (phase 3). Par la suite, l'ensemble des parcelles situées au sud progresse, jusqu'à buter contre le prolongement des parcelles nord tout à fait indépendantes (phase 4). Enfin, l'extrémité de quelques parcelles limitrophes du nord, se prolongeant, s'incurve pour éviter les parcelles du sud (phase 5). Entre l'ensemble nord et l'ensemble sud, une parcelle de forme atypique et torturée fait le tampon, et sert de chemin d'accès aux communes pâtures. Ces parcelles tampons ne sont pas rares à Marais-Vernier, mais deviennent moins fréquentes sur Bouquelon. Il semble que l'occupation se soit en effet mieux structurée au fur et à mesure que l'on progresse vers le sud : à des parcelles de formes très bouleversées, bordées de fossés très sinueux, succèdent des parcelles mieux organisées, jusqu'au droit du manoir de la Cour. Ce fief induit une discontinuité, proposant deux grandes parcelles non divisées anciennement. Au sud de ces blocs, l'organisation du parcellaire devient très régulière. Il en va de même à Bouquelon. Saint-Ouen-des-Champs offre un visage contrasté de grandes parcelles face au fief des Viviers, à l'ouest, et de parcelles moins rectilignes à l'est".

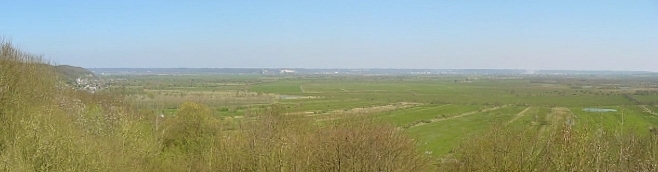
Panorama du Marais-Vernier et notamment sur une partie des courtils

À partir de cette description, plusieurs remarques peuvent être faites, permettant ainsi d'identifier les causes de ces différences d'organisation :
- le statut des parcelles (terres privées ou réserves seigneuriales). En effet, les "courtils" s'interrompent, sous leur forme de laniérage relativement ancien (c'est-à-dire non caractérisé par des fossés rectilignes) au niveau de chaque chef-lieu de fief, c'est-à-dire face au manoir de la Cour d'une part, et face aux Viviers d'autre part. De la même façon, ils s'achèvent sur un parcellaire de nature totalement différente au nord, face au château de Marais-Vernier, et au sud sur les terres du château de la Mare. Cette constatation traduit une différence dans l'évolution des parcellaires, entre, d'un côté, les parcelles privées, soumises aux successions et aux partages, qui se trouvent au fil du temps laniérées et réduites en superficie, et, de l'autre, les parcelles seigneuriales, qui constituent des blocs immuables.
- le parcellaire revêt un aspect plus régulier lorsque l'on s'éloigne du quartier de l'église, à Marais-Vernier. En effet, ce quartier, qui correspond à l'implantation primitive de l'habitat, fait face à des courtils sinueux témoignant d'une forme d'archaïsme. En allant vers le sud, ils gagnent en régularité et se développent jusqu'à rejoindre ceux de Bouquelon. Cet aspect des courtils laisse supposer que ceux-ci ont eu un développement chronologique parallèle à l'extension du village.
- les courtils de Bouquelon présentent un aspect relativement régulier et sont d'une longueur démesurée comparée à celle des courtils des communes voisines. Cette régularité peut s'expliquer par leur origine légèrement postérieure à celle des courtils de la commune de Marais-Vernier, ou peut-être par l'influence des colonisateurs normands qui auraient amener à structurer l'espace sous la forme de "boëlls". Autre point d'analyse : la densification des parcellaires au fil des siècles. Il est probable que les habitants de la Vallée à Bouquelon soient devenus, après la Révolution, les possesseurs d'une parcelle de biens communaux grâce à laquelle ils ont pu agrandir leurs courtils d'origine. Finalement, la longueur maximale des courtils a presque doublé, de 650 m à 1,25 km.

##### Origines
Les courtils ont été mis en place lorsque les premières habitations se sont installées au pied du coteau. Cette installation, concrétisée par la construction de lieux de cultes et leur consécration, daterait de la période du duché de Normandie.
Certains historiens (P. Deffontaine ou R. Hermier) ont placé la création des courtils dans la filiation des colonisations normandes, en les rapprochant d'un type de concession traditionnel originaire des pays Scandinaves : les "boëlls",. Pour P. Deffontaine, les caractéristiques des courtils sont semblables au type de colonisation des forêts normandes, dans lequel les terrains destinés aux colons (boëlls) étaient distribués en portions égales et disposés en arêtes de poisson des deux côtés d'une route. Chaque colon élevait sa chaumière à l'extrémité du boëll, puis taillait progressivement dans la forêt sa parcelle composée d'une seule bande.
Pour R. Hermier, il ne paraît pas contestable que le processus d'attribution des terres à défricher et à mettre en culture soit très voisin de celui des "boëlls" scandinaves. Pour autant, aucun élément n'atteste de leur origine commune. De plus, il introduit un bémol en soutenant que l'exiguïté des dimensions des courtils s'explique également par les "partages successifs, particulièrement dans la commune de Marais-Vernier, où le nombre des petits fermiers est important".

##### Utilisation
Les courtils sont à l'origine des jardins potagers. Le toponyme « Courtil » est conservé par la suite quel que soit l'usage qui en est fait (pré, prairie, litières, pâtures...), dès lors que le type de parcellaire est le même. Leur production spécifique est celle de légumes.
Une mention apparaît, en 1625, dans un conflit sur la perception de la dîme de la Vallée de Bouquelon entre le curé et le fermier des dîmes. Il faut ensuite se reporter au XIXe siècle pour en trouver d'autres (l'abbé Rêver, Saint-Amand et Bourgne notamment). De ces mentions, il ressort que toutes sortes de légumes sont cultivées dans les courtils (panais, oignons, carottes, navets et pommes de terre). Mais la principale production semble être les choux, et vers la fin du XIXe siècle, les melons d'Honfleur. Tous les auteurs s'accordent sur la taille exceptionnelle de ces légumes. Mais cette production présente, semble-il, un inconvénient majeur : le goût. Toutefois, dans une anecdote de Saint-Amand, cette critique est réfutée par un maraîcher, qui est, selon lui, exclusivement valable pour la pomme de terre.
La commercialisation de cette volumineuse production se fait principalement dans les villes proches (Pont-Audemer, Honfleur et Le Havre), dans une moindre mesure, dans les cent kilomètres à la ronde. Enfin, une petite partie est envoyée en Angleterre.
Malgré la prépondérance historique des jardins, qui ont finalement donné son nom à l'ensemble, les courtils ne sont pas entièrement dévolus à l'hortillonnage. En effet, partout, les courtils se prolongent vers le marais par des lanières herbagères (prés, pâtures ou litières). Il faut sans doute rapprocher l'intégration de ces zones au développement de l'élevage, les communaux ne suffisant pas à assurer à chaque propriétaire la subsistance pour ses animaux tout au long de l'année. L'aliénation de la frange des pâtures communes voisine des jardins - commencée à une époque sans doute où ces communaux n'avaient pas été limités en surface par l'accord de 1620 et le creusement du fossé de séparation - s'inscrit dans un tel schéma, et accapare des terrains d'une qualité plus médiocre parfaitement adaptés à ces objectifs de production fourragère. Il faut d'ailleurs constater que la répartition des différentes zones n'est pas fortuite, les prés régnant sans partage vers le nord, alors que les litières s'approchent jusqu'à toucher la route au sud du fief de la Cour.

#### Le réseau hydraulique
Les principaux éléments constituant aujourd'hui le réseau hydraulique du Marais-Vernier sont issus des travaux réalisés par les Hollandais à compter de 1617. Souvent sujet à controverse chez les historiens, il apparaît probable que le résultat de ces travaux n'a pas été à la hauteur des espérances. Toutefois, les dysfonctionnements consatés par la suite sont à relativiser car ils résultent davantage d'un défaut d'entretien des fossés que d'une mauvaise conception du réseau hydraulique.
Pour assécher le marais, les Hollandais doivent répondre à un certain nombre d'objectifs : éviter que l'eau de la Seine ne pénètre dans le marais (ce qui aboutira à la construction de la digue) et évacuer les eaux qui s'y trouvent, que ce soient des eaux de pluie, de source ou de ruissellement. Par ailleurs, ils doivent faire face à d'importantes contraintes : pendage général des terrains vers la Grand'Mare, altitude moyenne des terres par rapport aux hauteurs de marées de la Seine et enfin, régime du fleuve soumis notamment aux caprices de la barre et limitant les possibilités d'ouverture d'exutoires.
Face à ces contraintes, les Hollandais imaginent un système hydraulique en trois parties afin de récupérer et d'évacuer les eaux :
- un réseau de fossés parcourant les zones inondées du marais et concentrant l'eau vers la Grand'Mare ;
- la Grand'Mare, située au point le plus bas, qui sert de bassin de concentration des eaux ;
- un canal faisant office d'exutoire de ce bassin et gagnant la Seine au plus loin de l'embouchure. Il s'agit du canal de Saint-Aubin.

##### Le système de drainage
Les fossés creusés assurent un rôle de drainage, s'intégrant de façon active au réseau. Le fossé de Séparation et le fossé Quatrehomme par exemple, reçoivent les eaux des fossés qui quadrillent les terres de Marais-Vernier. L'ensemble est raccordé directement ou indirectement aux "bras" préexistants de la Grand'Mare : la Petite Mare, la Crevasse, le Crevasson, le Ruel, etc.
À noter que dans leur ouvrage, Penna mettent en exergue le fait que « les fossés creusés par les Hollandais ne sont pas, pour beaucoup d'entre eux, exclusivement destinés au dessèchement du marais, mais aussi à matérialiser sa partition entre les différentes paroisses et seigneuries, ou les limites entre propriétaires voisins ». Ainsi, le fossé Quatrehomme sépare les paroisses de Marais-Vernier d'une part, de Bouquelon et de Saint-Ouen-des- Champs d'autre part. Le fossé Pivain, celles de Bouquelon et de Saint-Ouen-des- Champs. Le fossé Seigneur, celles de Saint-Ouen-des-Champs d'une part, de Saint-Aubin et de Sainte-Opportune d'autre part. Enfin le fossé des Flamands constate la division des pâtures communes entre le seigneur de la Mare et les resséants de la baronnie de Trouville-Quillebeuf d'autre part. Ainsi, c'est toute une organisation administrative du marais qui est mise en place par les Hollandais.

##### La Grand'Mare et les étangs annexes

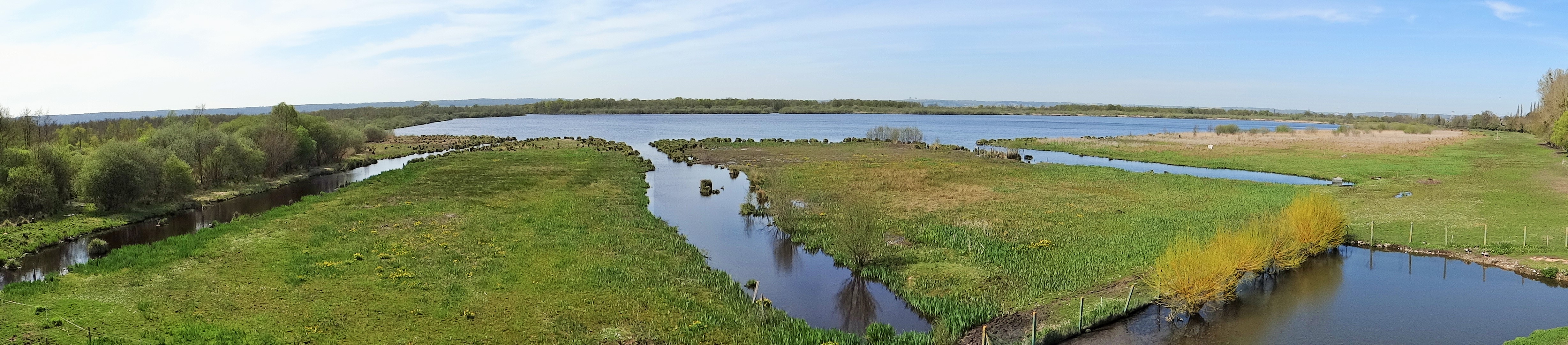
La Grand'Mare

La Grand’Mare et ses étangs annexes représentent un réseau remarquable et rare d’étangs d’origine naturelle qui constituent la clef de voûte du système hydraulique du marais Vernier et des écosystèmes associés.
La Grand'Mare est très souvent présentée comme un étang entièrement naturel. Or, certains auteurs se sont interrogés sur son origine naturelle ou anthropique. C'est le cas notamment de Dominique Lefebvre qui penche pour une création humaine, peut-être attribuable au Néolithique, et à son entretien par l'homme, qui seuls peuvent expliquer sa pérennité et la régularité de sa forme. Toutefois, aucune découverte archéologique ne peut témoigner de l'occupation du marais Vernier à la Préhistoire et même à la Protohistoire : il est donc impossible de confirmer cette hypothèse.
Dès le Moyen Âge, la Grand'Mare a fait l'objet d'un aménagement piscicole - ou allieutique. Si l'action anthropique ne fait aucun doute quant à son calibrage et à son curage - peut-être par prélèvement de tourbe pour le chauffage par exemple -, et à son entretien, il n'apparaît pas improbable qu'il puisse avoir existé là, à l'origine, un secteur conservé en eau, exutoire des sources puissantes voisines.
La Grand'Mare est le lieu de rassemblement et de nidification d'un grand nombre d'espèces d'oiseaux aquatiques. La Fédération départementale des chasseurs de l'Eure gère cet espace qualifié de réserve nationale cynégétique.

#### La tourbe
Le Marais-Vernier est la plus grande tourbière de France. Le dépôt tourbeux n'est pas le même partout :
- les parties médiane et orientale du marais sont occupées par une large et profonde cuvette à fond plat remplie de 6 à 7 m de tourbe ;
- la partie occidentale, en forme de croissant, dispose d'un fond plat, mais beaucoup moins profond, et donc d'une couche tourbeuse beaucoup moins épaisse ;
- au pied du versant, une étroite bande de produits de ruissellement recouvre la tourbe ; elle est liée aux défrichements de parcelles du versant ;
- le recouvrement, au nord, sur plus d'un kilomètre de large, de la tourbe par des alluvions estuariennes témoigne d'un débordement du cordon littoral lors de tempêtes ou de grandes marées[10].

L'exploitation de la tourbe au sein du Marais-Vernier remonte au Moyen Âge. En 1135, les religieux de Saint-Gilles de Pont-Audemer se voient octroyer le droit de l'exploiter pour leur chauffage. Aucun texte ne permet de déterminer dans quelle mesure ils ont exercé ce droit, ni en quel endroit du marais. Jusqu'au XVIIIe siècle, il semble qu'il n'y ait eu aucune exploitation commerciale de la tourbe : les habitants sont autorisés à la prélever pour trois usages :
- le chauffage domestique. Cette utilisation, bien que non mentionnée en ce qui concerne les habitants, semble traditionnelle et se poursuit d'ailleurs jusqu'au XIXe siècle ;
- le relevage des terrains, et notamment des courtils ;
- la fertilisation des terrains.

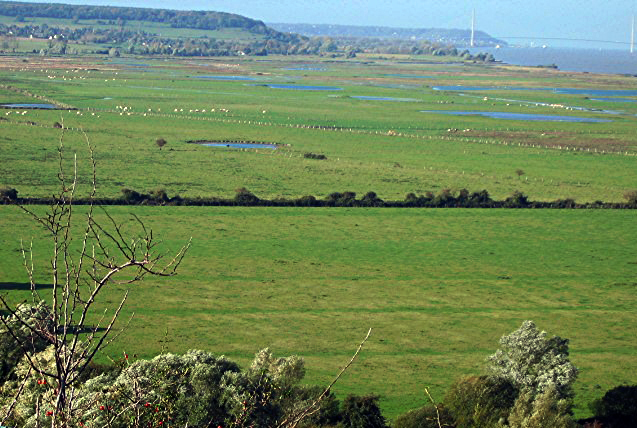
Vue panoramique sur le polder avec en fond, le pont de Normandie

Avec la pénurie de bois qui frappe notamment Paris et Rouen au milieu du XVIIIe siècle, l'exploitation commerciale de la tourbe comme combustible de substitution se développe et gagne la vallée de la Seine. Toutefois, le développement d'une activité industrielle d'exploitation de la tourbe dans le marais Vernier est difficile car il présente plusieurs contraintes importantes : l'éloignement de Rouen, (et donc les coûts de transport) et la mauvaise qualité du matériau tourbeux.
Plusieurs entreprises tentent tout de même, au cours du XIXe siècle de procéder à l'extraction industrielle de la tourbe au Marais-Vernier.

### Le marais moderne
Le marais moderne est situé au nord du Marais-Vernier. Séparé de la partie ancienne du marais par la RD 103 et par la digue des Hollandais, il est né à la suite de l'endiguement de la Seine dans la seconde moitié du XIXe siècle et constitue donc, à ce titre un véritable polder. Installé sur des alluvions modernes, il est constitué de grandes parcelles destinées à l'agriculture intensive et délimitées par des canaux,.

## Culture locale et patrimoine

### Patrimoine naturel

#### La flore
Les milieux aquatiques ainsi que l'ensemble formé par les tourbières hautes actives et les tourbières basses alcalines, constituent des milieux exceptionnels, menacés à l'échelle européenne, qui relèvent de la directive Habitats de l'Union Européenne. Les espèces déterminantes du Marais-Vernier sont particulièrement nombreuses. Les plus importantes sont évoquées ici :
- Les prairies tourbeuses abritent des espèces oligotrophes typiques des bas marais alcalins à acidicline : le troscart des marais, la samole de Valérand, l’orchis à fleurs lâches, l’orchis des marais, etc[22].
- Dans la boulaie et ses éclaircies, croissent des espèces turficoles comme l’osmonde royale, la thélyptéride des marais et la laîche à deux nervures[22].
- D'autres espèces turficoles peuvent être observées dans l'ensemble du marais : le droséra intermédiaire, le droséra à feuilles rondes, la lobélie brûlante, le rhynchospore blanc, le troscart des marais, la renoncule Grande Douve, la fougère des marais, le mouron délicat, le trèfle d'eau, le stratiote faux-aloès, etc.[21] ;
- Des taillis boisés (entre autres des saulaies et aulnaies, certaines à sous-bois de piment royal) se développent aux abords de la Grand'Mare et de la Réserve des Mannevilles[21].
- Le réseau hydraulique (chenaux, fossés, mares) offre également une grande richesse et une grande diversité floristique. Ainsi, dans les fossés en eau, s'étendent des groupements aquatiques flottants remarquables : les rares spirodèle à plusieurs racines et lenticule gibbeuse, les très rares grande Naïade, morrène aquatique et wolffie sans racines[21]. Aux abords des mares et des dépressions humides, peuvent être observés des spécimens de baldellie fausse-renoncule, d'ache inondée, d'utriculaire vulgaire, de rorippe des marais, de butome en ombelle, d'œnanthe fistuleuse, de guimauve officinale, tous très rares à rares dans cette partie de la Normandie[21].
- Parmi les orchidées paludicoles, se développent l'orchis des marais qui trouve ici sa seule station régionale, l'exceptionnel orchis à fleurs lâches, les Dactylorhizes négligé et tacheté, etc.[21].
- Sont également constatés la présence de l'osmonde royale, le cladion marisque, le jonc bulbeux, le jonc subnoduleux, l'épilobe des marais, la linaigrette à feuilles étroites, la potentille des marais, l'éleocharide à plusieurs tiges, ainsi que plusieurs espèces de sphaignes.

Toutefois, malgré cette diversité, plusieurs espèces citées autrefois sont aujourd'jui considérées comme disparues. C'est le cas de la spiranthe d'été, le liparis de Loesel, le choin noirâtre, etc..
Enfin, à cela, il convient d'ajouter les aulnes, les saules têtards, et les vergers (pommes, poires, prunes, cerises), etc. également emblématiques du Marais-Vernier.

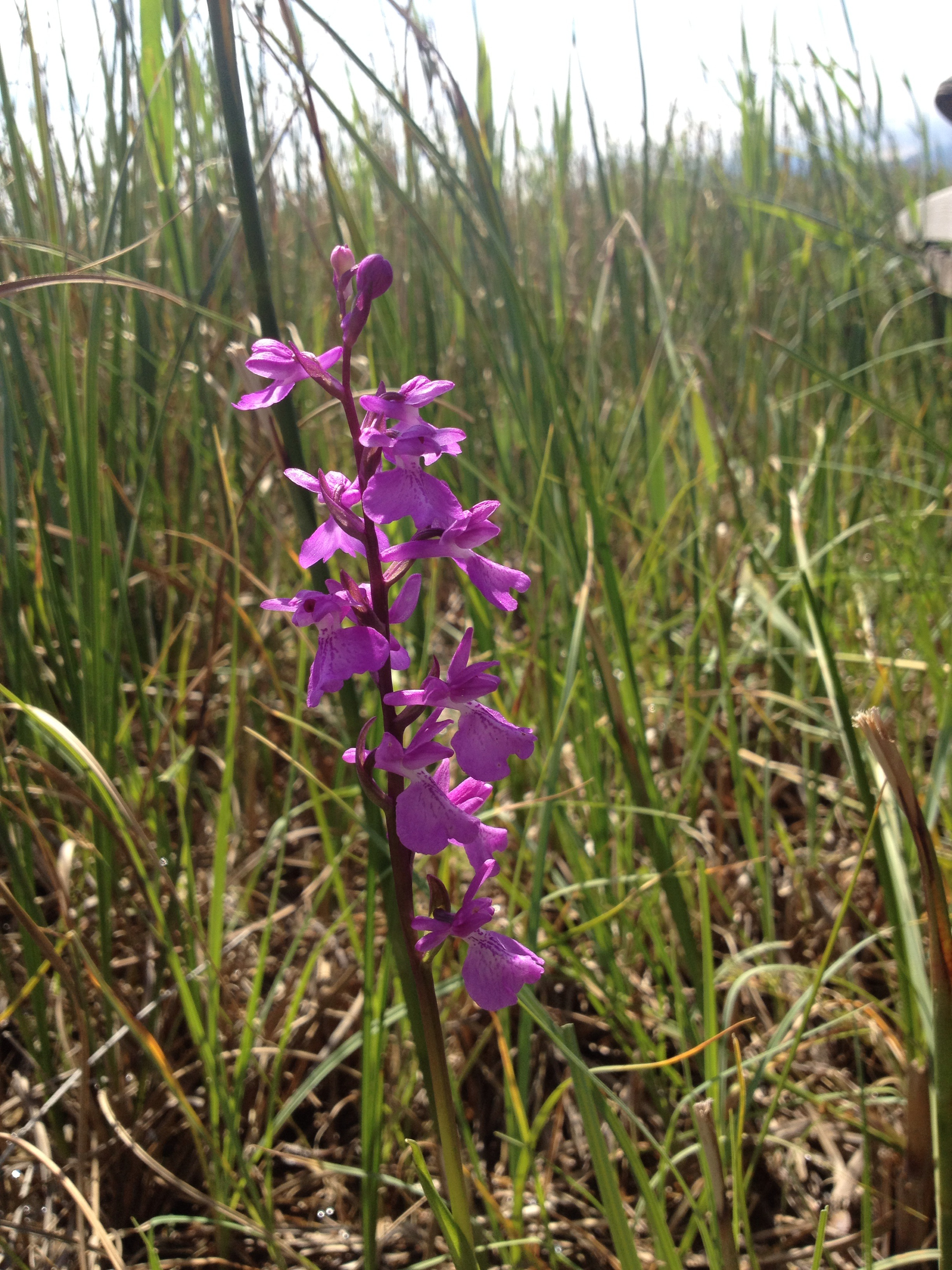
L'orchis des marais
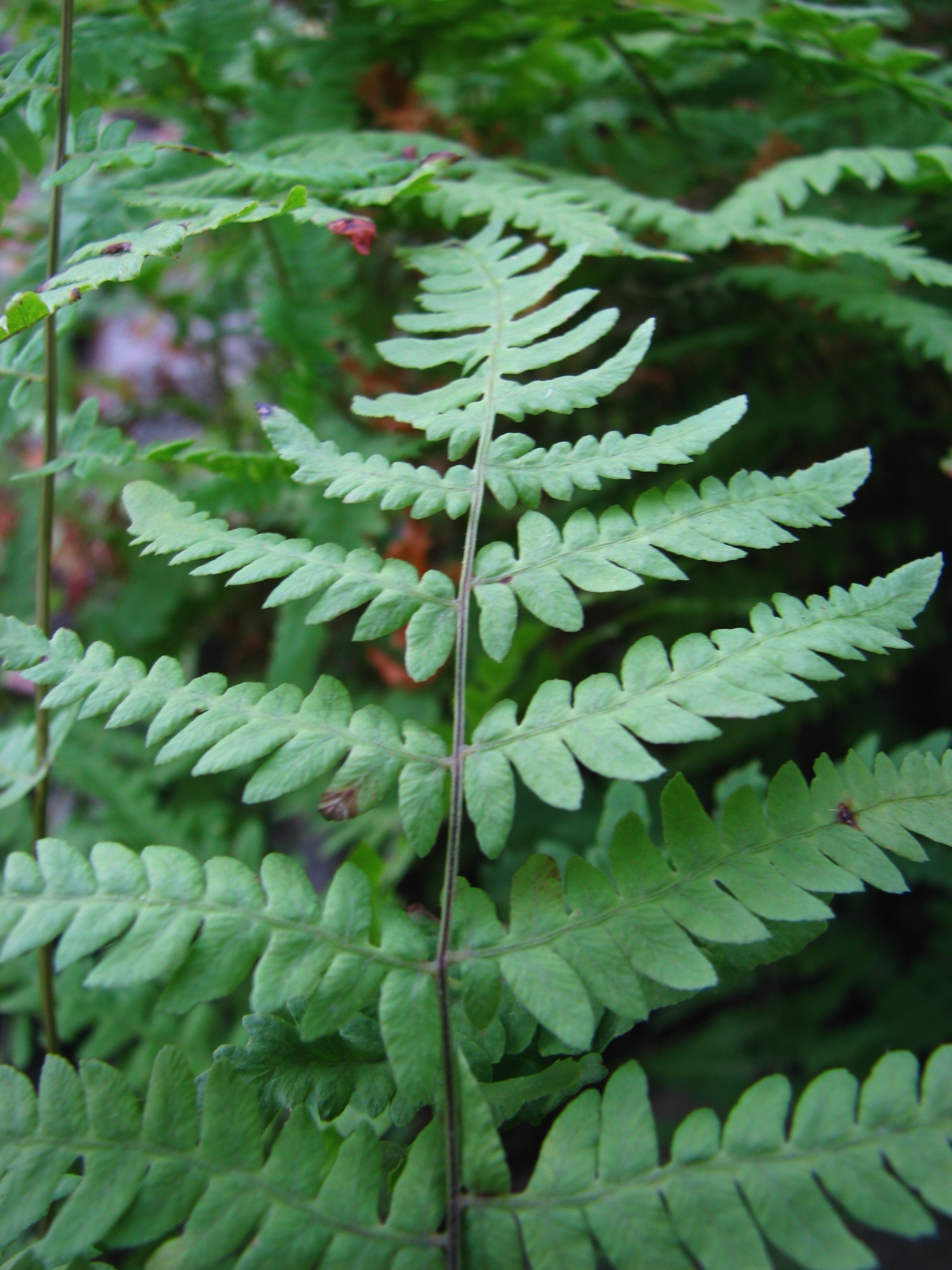
La thélyptéride des marais
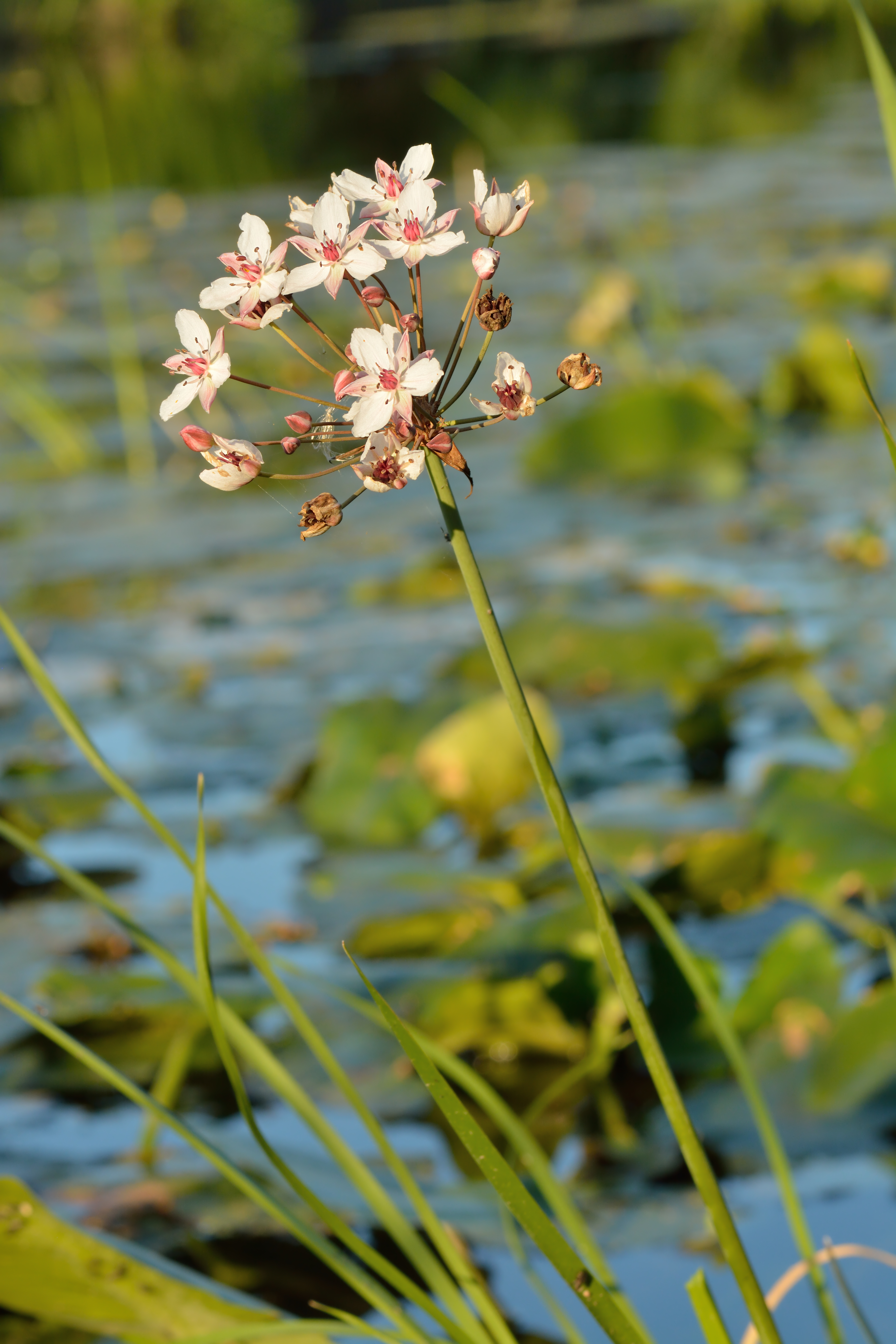
Le butome à ombelle
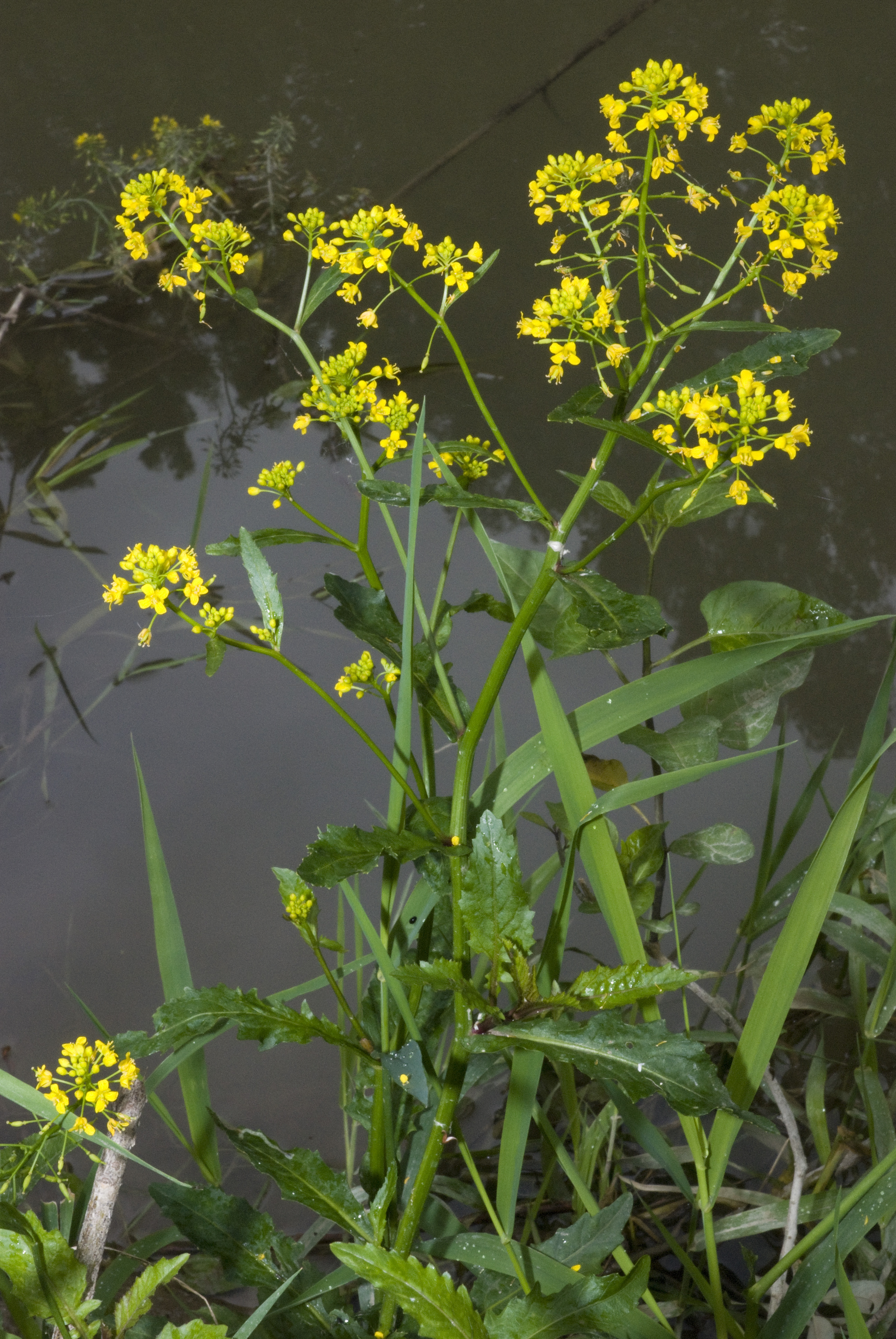
Le rorippe des marais
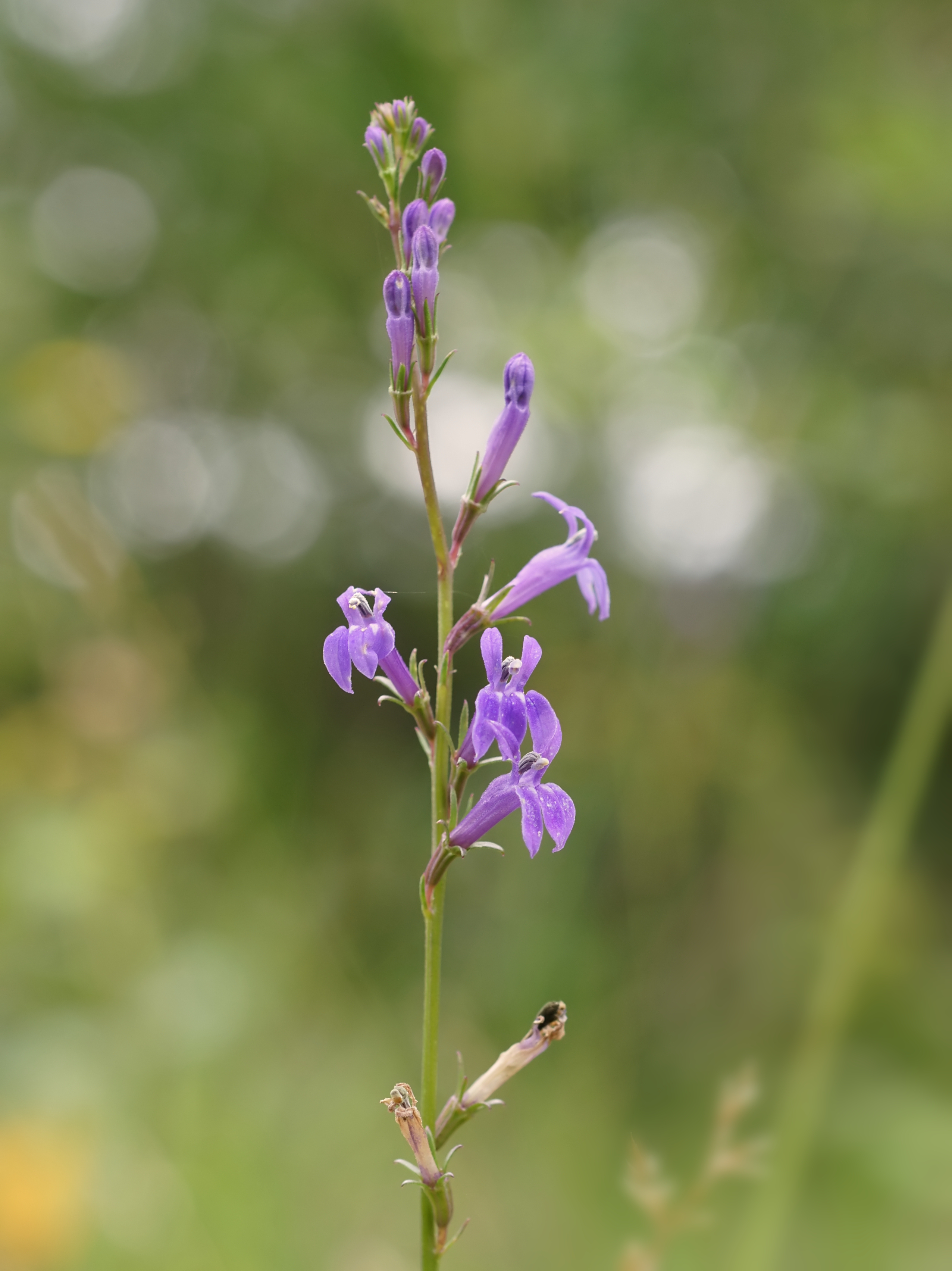
La lobélie brûlante

#### La faune
Le patrimoine faunistique du Marais-Vernier est reconnu comme étant de niveau international, spécialement pour l'avifaune.

##### Ornithologie

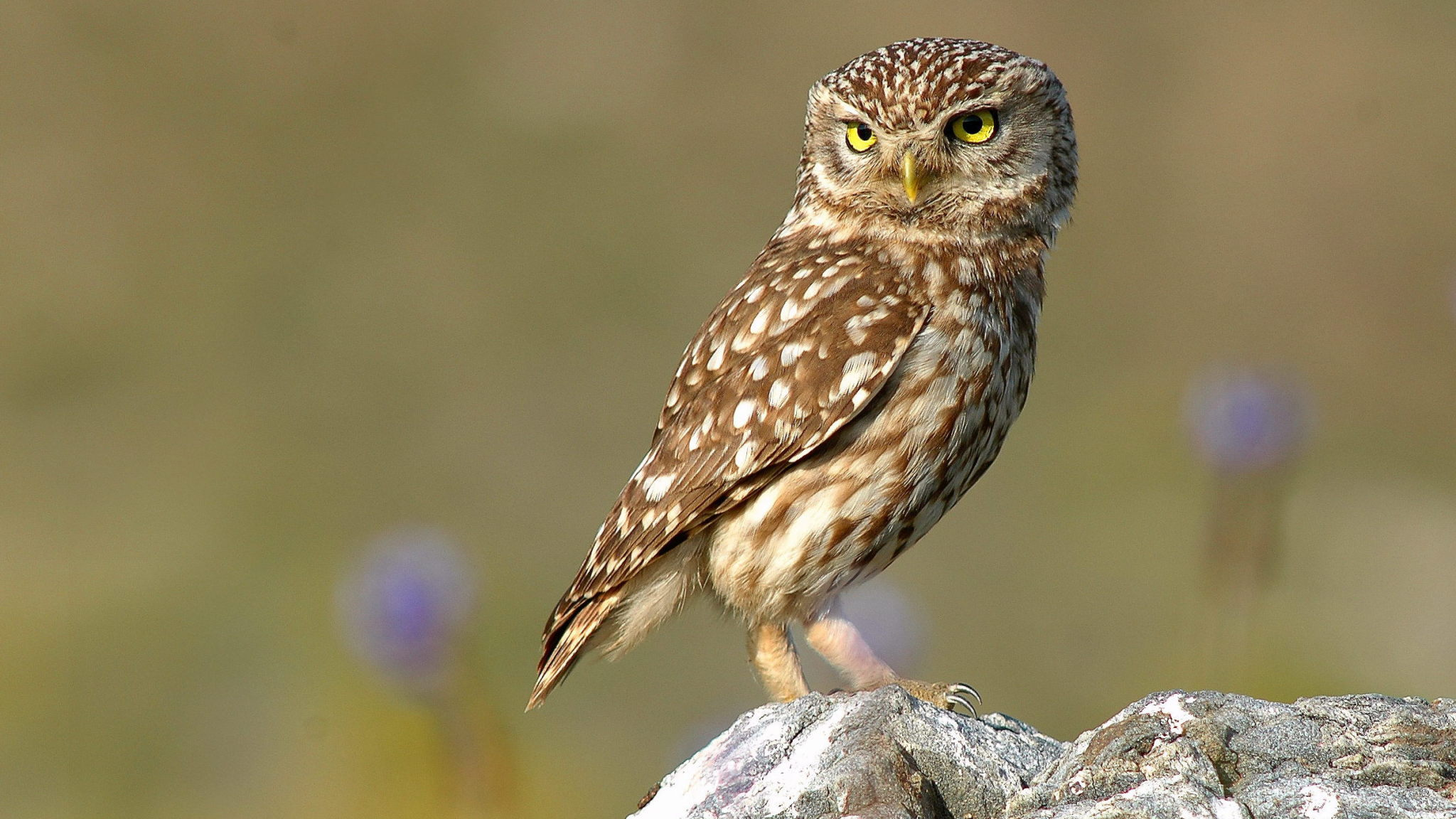
Une chouette chevêche

L'intérêt ornithologique du marais est tel qu'il a permis son inscription (sur une grande partie de sa surface) au titre de la directive oiseaux de l'Union européenne en tant que zone importante pour la conservation des oiseaux (ZICO) et zone de protection spéciale (ZPS). Parmi les nombreuses espèces d'oiseaux abritées par le Marais-Vernier, peuvent être cités : le balbuzard pêcheur, la sarcelle d'hiver, le héron cendré, la barge à queue noire, la spatule blanche, l'avocette, la chouette chevêche, l'effraie, la hulotte, le hibou moyen duc, la buse, le corbeau freux, la grive draine, le faucon crécerelle ou encore le vanneau huppé, le tarier des prés, le rougequeue à front blanc, la chevêche d'Athéna, le faucon hobereau, la bondrée apivore, etc.

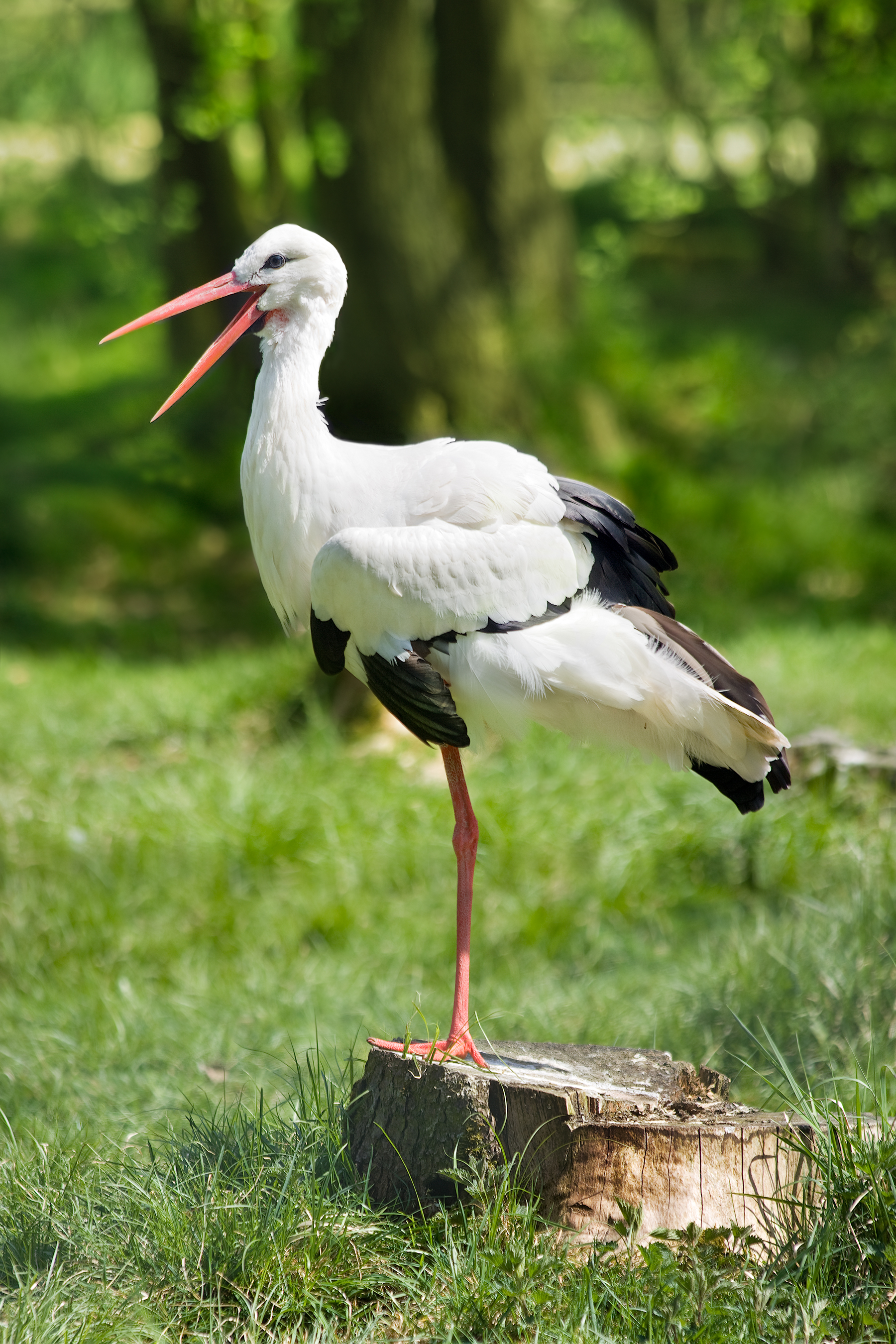
Une cigogne blanche (Allemagne)

Est à relever également la présence de la cigogne blanche (qui nidifie avec succès depuis 1992, à la suite de l'installation de plates-formes de nidification destinés à favoriser son retour), du busard des roseaux, de la pie-grièche écorcheur, du hibou des marais et du busard Saint-Martin, car ces cinq espèces sont inscrites à l'annexe I de la directive oiseaux de l'Union européenne.
Par ailleurs, avec ses nombreux plans d'eau (en particulier la Grand'Mare), le Marais-Vernier constitue l'un des sites majeurs au niveau national pour le stationnement migratoire et hivernal pour de nombreuses espèces. C'est le cas du pipit farlouse, du vanneau huppé, du tadorne de Belon ainsi que des sarcelles d'hiver et d'été ou des oiseaux caractéristiques des prairies pâturées marécageuses (la bécassine des marais, le courlis cendré).
Autres espèces remarquables : le hibou des marais ou le butor étoilé, qui hivernent fréquemment au sein du marais.
L’entretien des annexes hydrauliques permet l’accueil d’oiseaux paludicoles nicheurs tel que la gorgebleue à miroir, et hébergent des peuplements spécifiques d’odonates et de coléoptères (peuplement de carabidae des bords de mare d’eau saumâtre à dyschiriodes tristis et acupalpus flavicollis, espèces rares en France).

##### Mammalogie

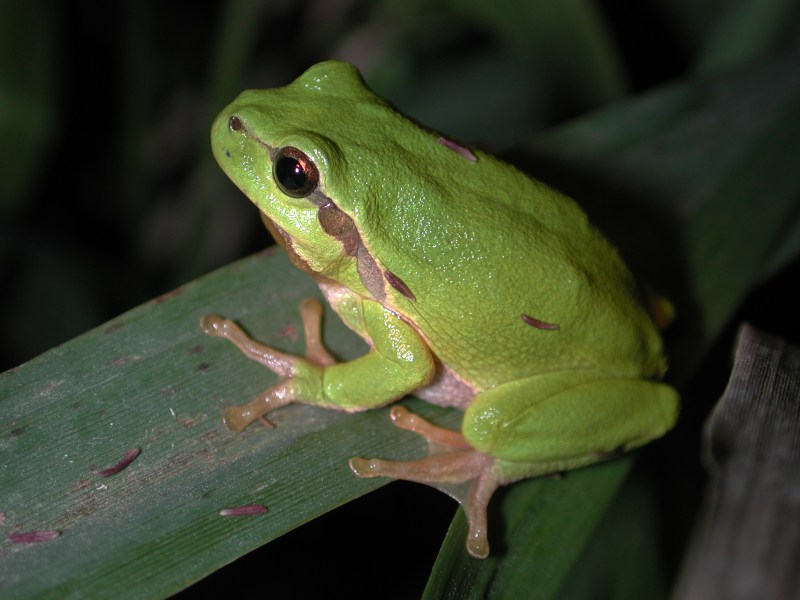
Une rainette verte (Cernay-la-Ville en France)

Parmi les mammifères remarquables, peuvent être cités : la rare musaraigne aquatique, la belette d'Europe et le putois.
Plus spécifiquement, chez les chiroptères : l'oreillard gris se reproduit dans d'anciennes habitations périphériques ; le grand Rhinolophe, le grand Murin, le vespertilion à oreilles échancrées et le vespertilion de Bechstein hibernent dans une ancienne carrière souterraine sur le coteau du Marais-Vernier. Ces quatre espèces, rares et menacées en France et en Europe, sont inscrites à l'annexe II de la Directive Habitats de l'Union européenne. L'intérêt batrachologique repose notamment sur la présence de la rainette verte, menacée aux échelles régionale, nationale et européenne, du triton crêté et du crapaud calamite, tous deux inscrits à l'annexe II de la directive habitats.

##### Entomologie

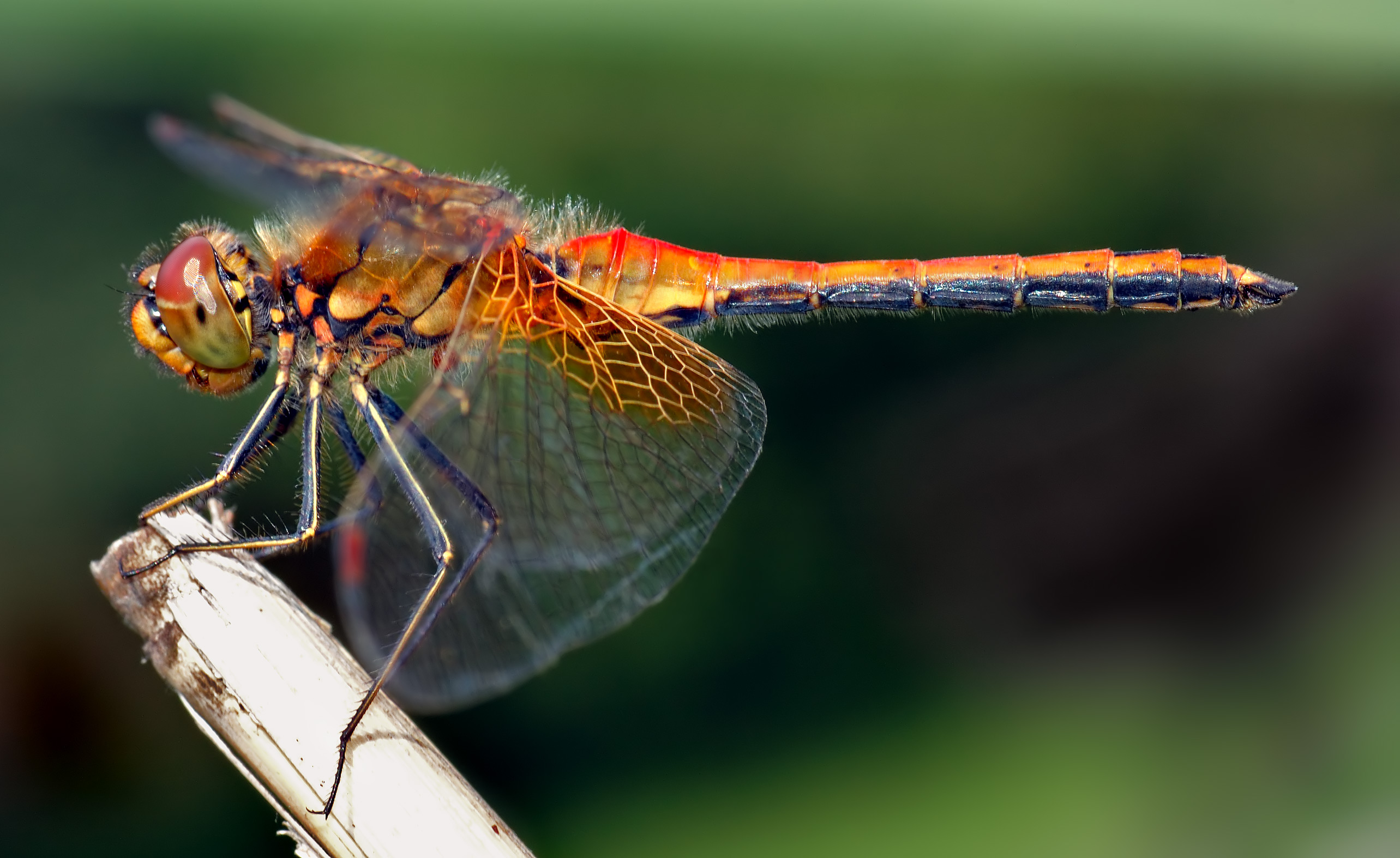
Un sympétrum jaune

La richesse entomologique est élevée. Chez les odonates, on note la présence des rares agrion mignon et agrion de Vander Linden, des très rares agrion vert, sympètrum noir et sympètrum jaune.
Chez les lépidoptères, le Damier de la Succise, espèce menacée en Europe et très rare en France, inscrite à l'annexe II de la directive habitats, vit dans les marais tourbeux à Succise des prés (il s'agit probablement de l'espèce de papillon la plus remarquable du marais).
On note aussi la présence du miroir et de nombreux diptères syrphidés et Hétérocères intéressants.
Les orthoptères comptent des espèces rares et menacées tels que le Conocéphale des roseaux, le criquet ensanglanté et le tétrix caucasien.
Enfin, il est à noter la présence d'espèces floricoles (syrphes, abeilles, papillons) qui bénéficient de l’abondance des dicotylédones, pendant que la présence des herbivores, non vermifugés, tout au long de l’année permet aux espèces coprophiles (utilisant les bouses et crottins) d’accomplir leur cycle de reproduction.

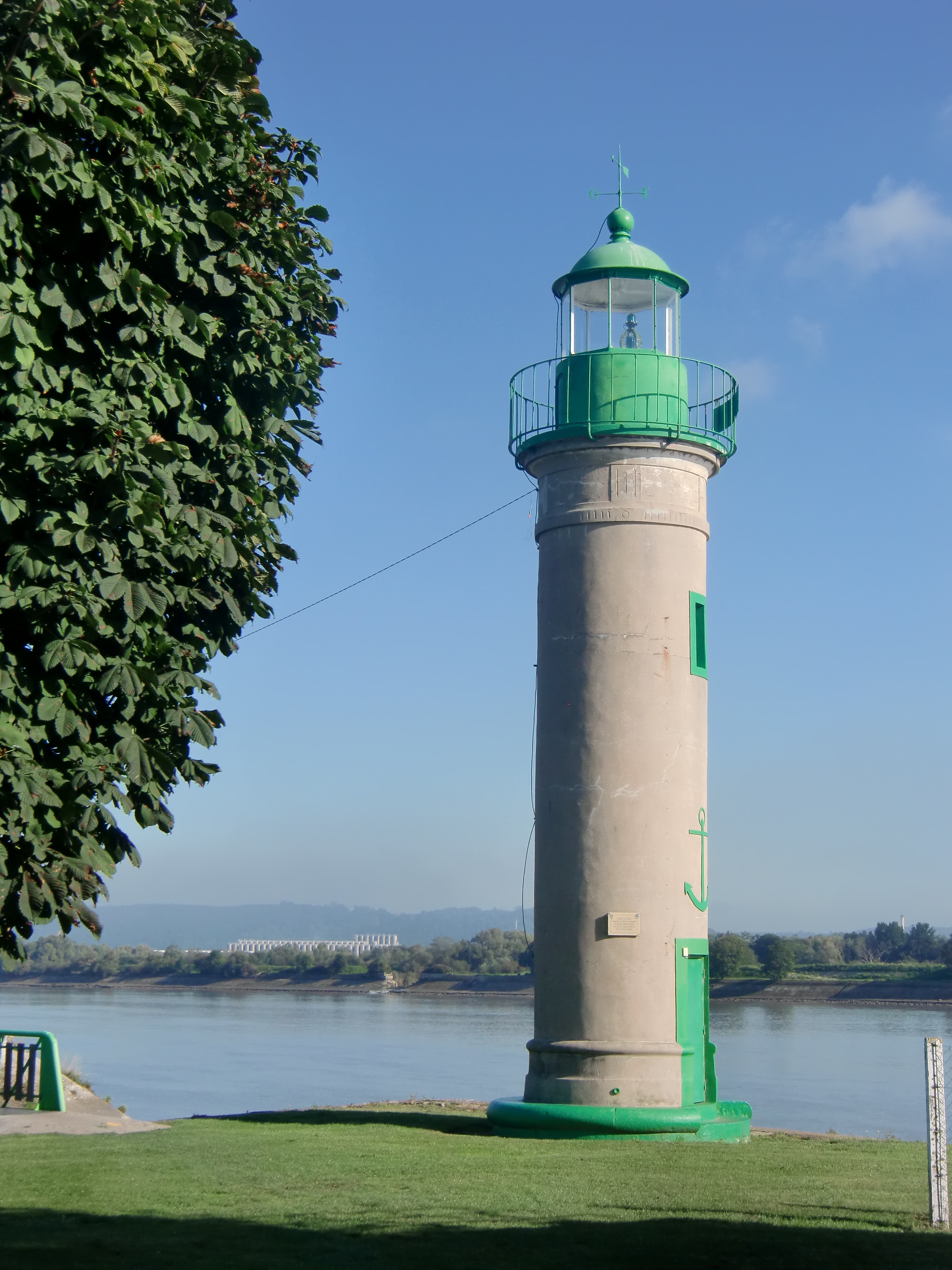
Le phare de Quillebeuf

### Patrimoine historique

#### Monuments historiques
La région du Marais-Vernier compte, sur son territoire, plusieurs édifices inscrits ou classés au titre des monuments historiques. Plus de la moitié d'entre eux sont localisés sur la commune de Quillebeuf-sur-Seine.

##### Édifices religieux
- L'église de Marais-Vernier  Classée MH (1932) [24] ;
- L'église Saint-Ouen de Bouquelon  Inscrite MH (1948) [25] ;
- L'église de Quillebeuf-sur-Seine  Classée MH (1862) [26].

##### Édifices civils
- Plusieurs maisons à pans de bois situés dans la Grande-Rue à Quillebeuf-sur-Seine :

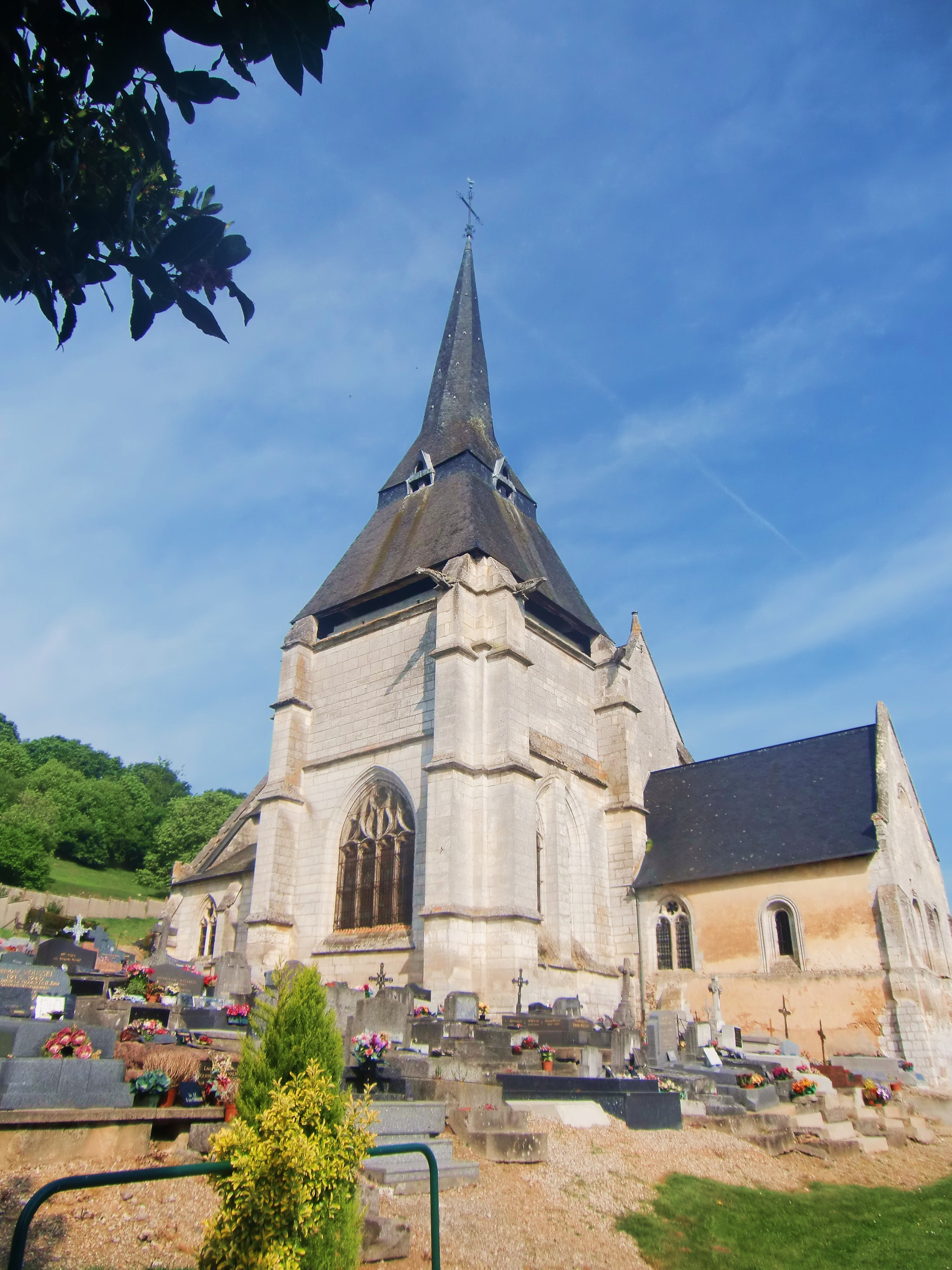
L'église de Marais-Vernier

  - L'église de Marais-Vernier10, Grande-Rue  Inscrite MH (1948) [27] ;
  - 32, Grande-Rue  Inscrite MH (1948) [28] ;
  - 78 et 82, Grande-Rue  Inscrite MH (1933) [29] ;
  - 80, Grande-Rue  Inscrite MH (1948) [30].

##### Édifice maritime
- Le phare de Quillebeuf-sur-Seine  Inscrit MH (2010) [31] ;

##### Châteaux
- Le domaine du château du Plessis à Bouquelon  Inscrit MH (2005)  Classé MH (2011)[32] ;

### Patrimoine traditionnel

#### La route des chaumières
La route des chaumières est une route touristique du parc naturel régional des Boucles de la Seine Normande qui relie la maison du parc (Saint-Nicolas-de-Bliquetuit en Seine-Maritime) à l’observatoire du Parc (Sainte-Opportune-la-Mare, dans l'Eure). Plus d'une centaine de chaumières s'égrennent le long des 53 kilomètres de ce circuit. Les communes euroises traversées sont les suivantes : Aizier, Vieux-Port, Trouville-la-Haule, Bouquelon, Marais-Vernier, Saint-Aubin-sur-Quillebeuf, Quillebeuf-sur-Seine et, enfin, Sainte-Opportune-la-Mare

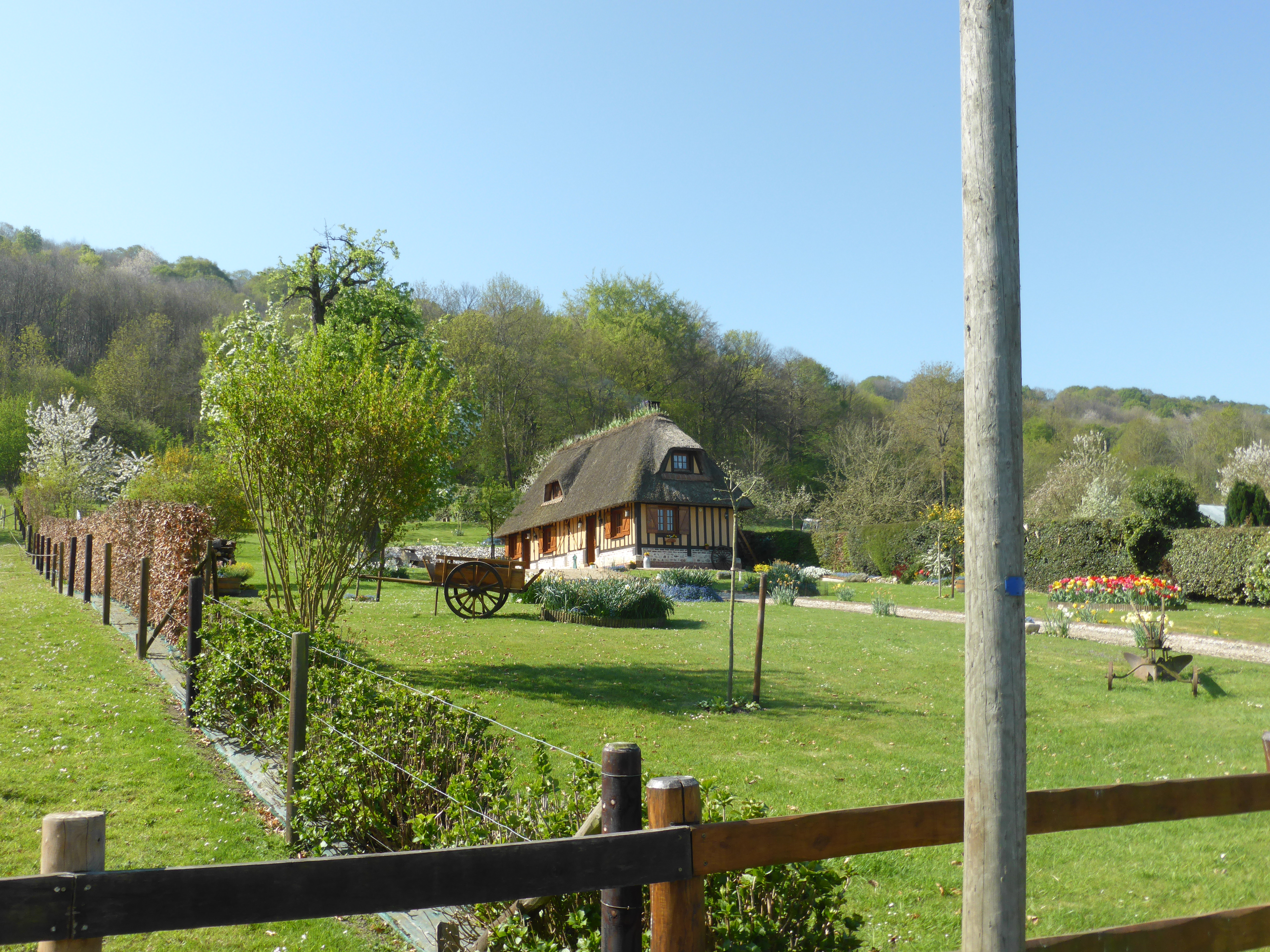
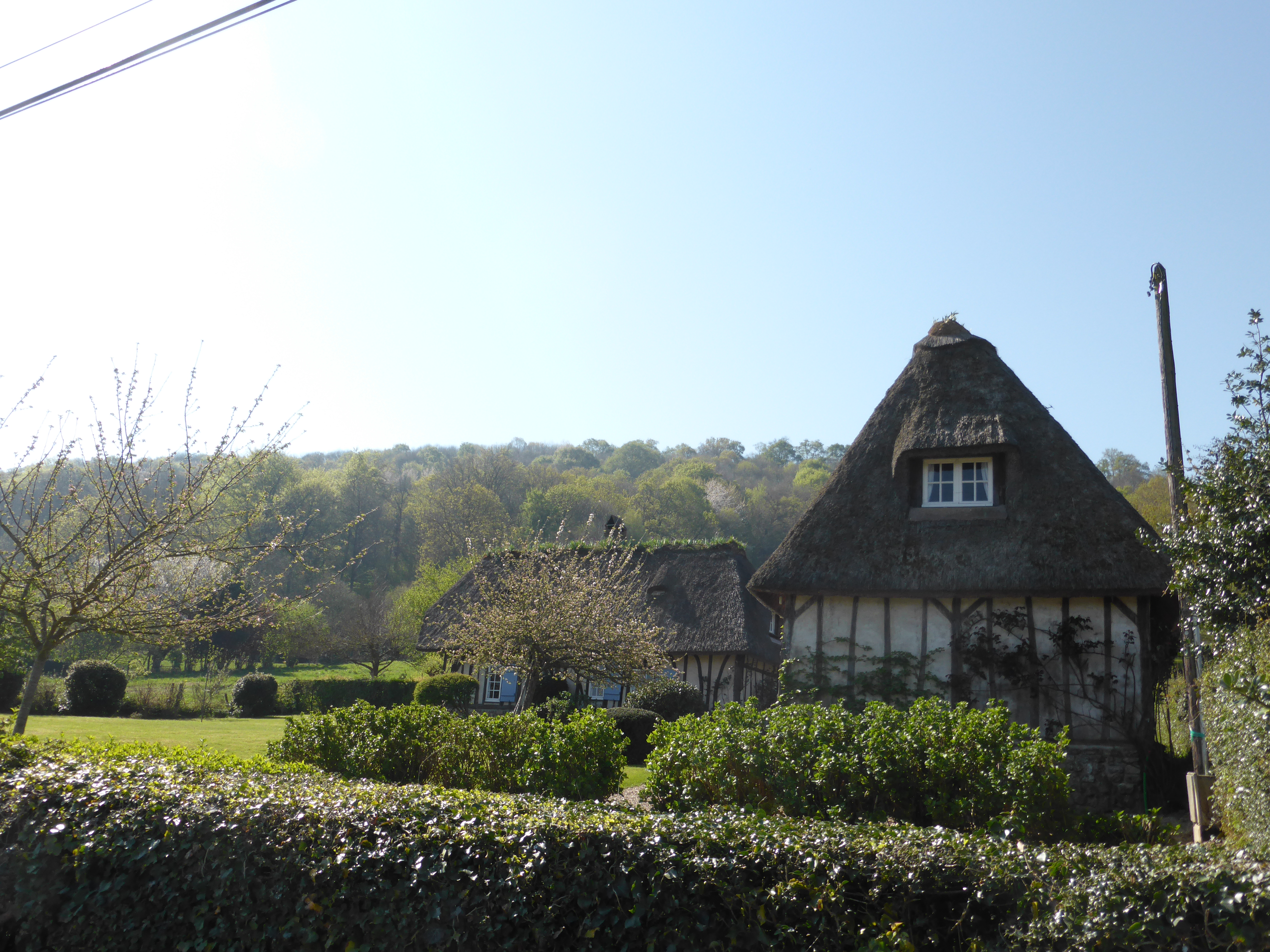
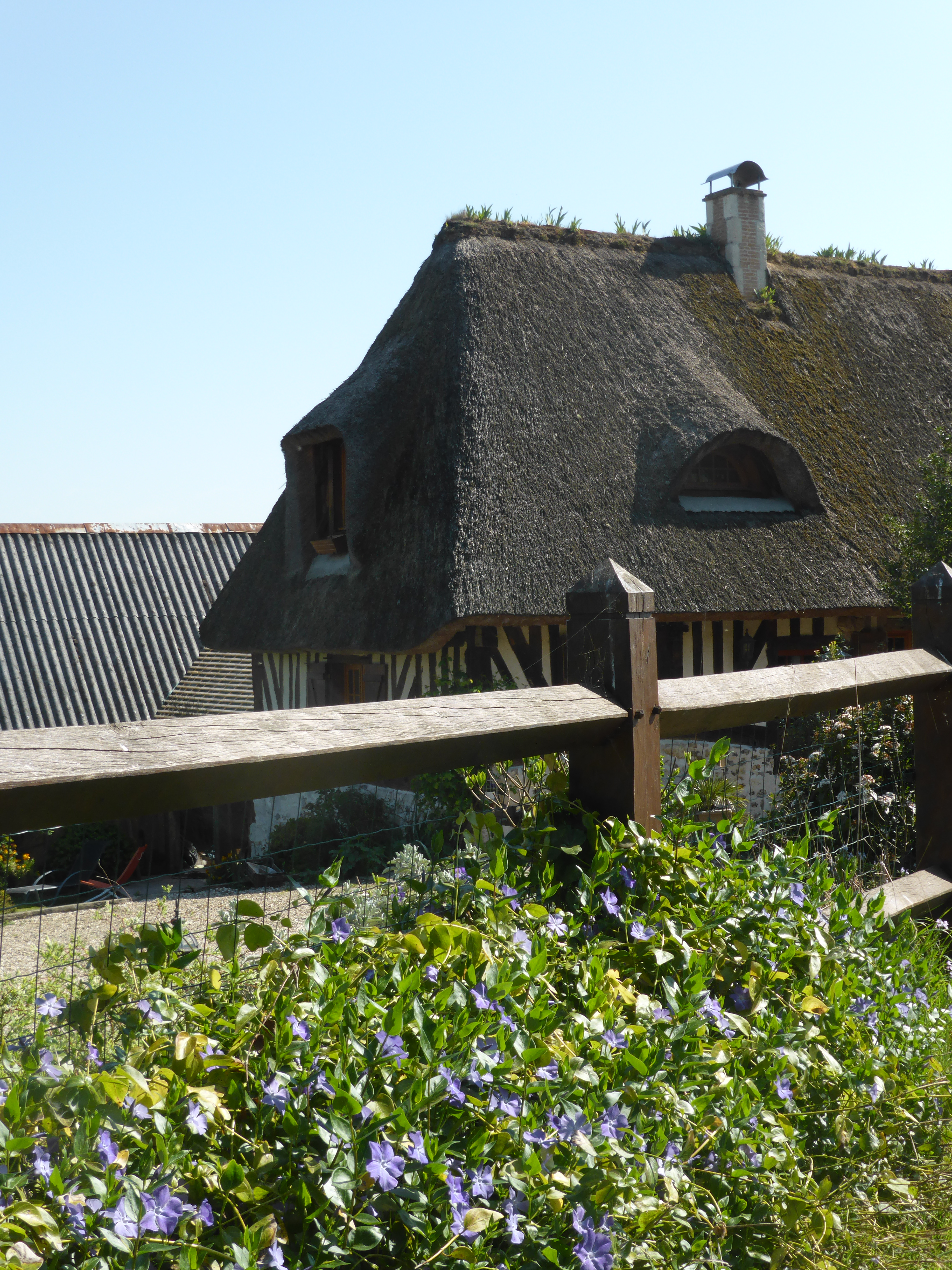
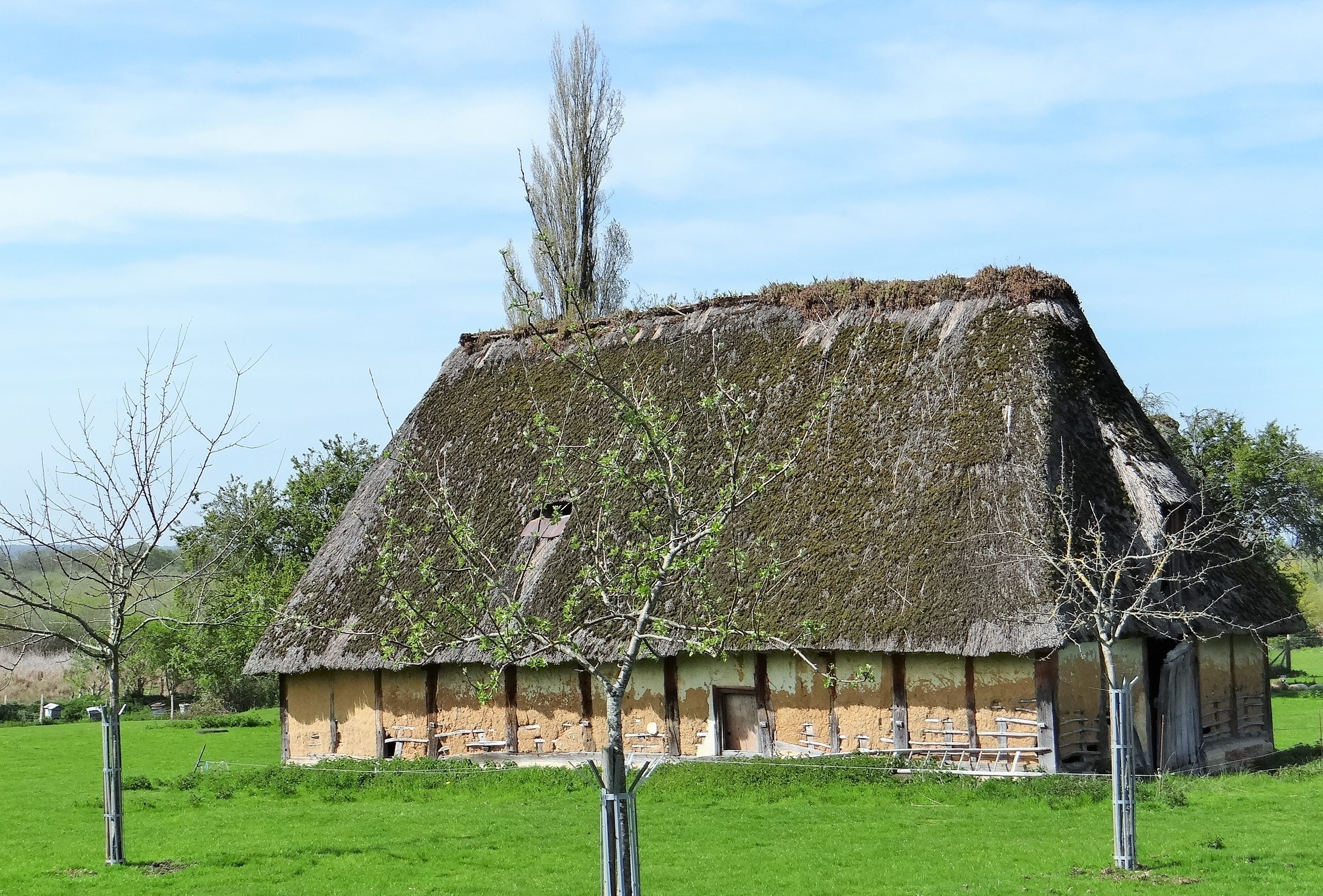
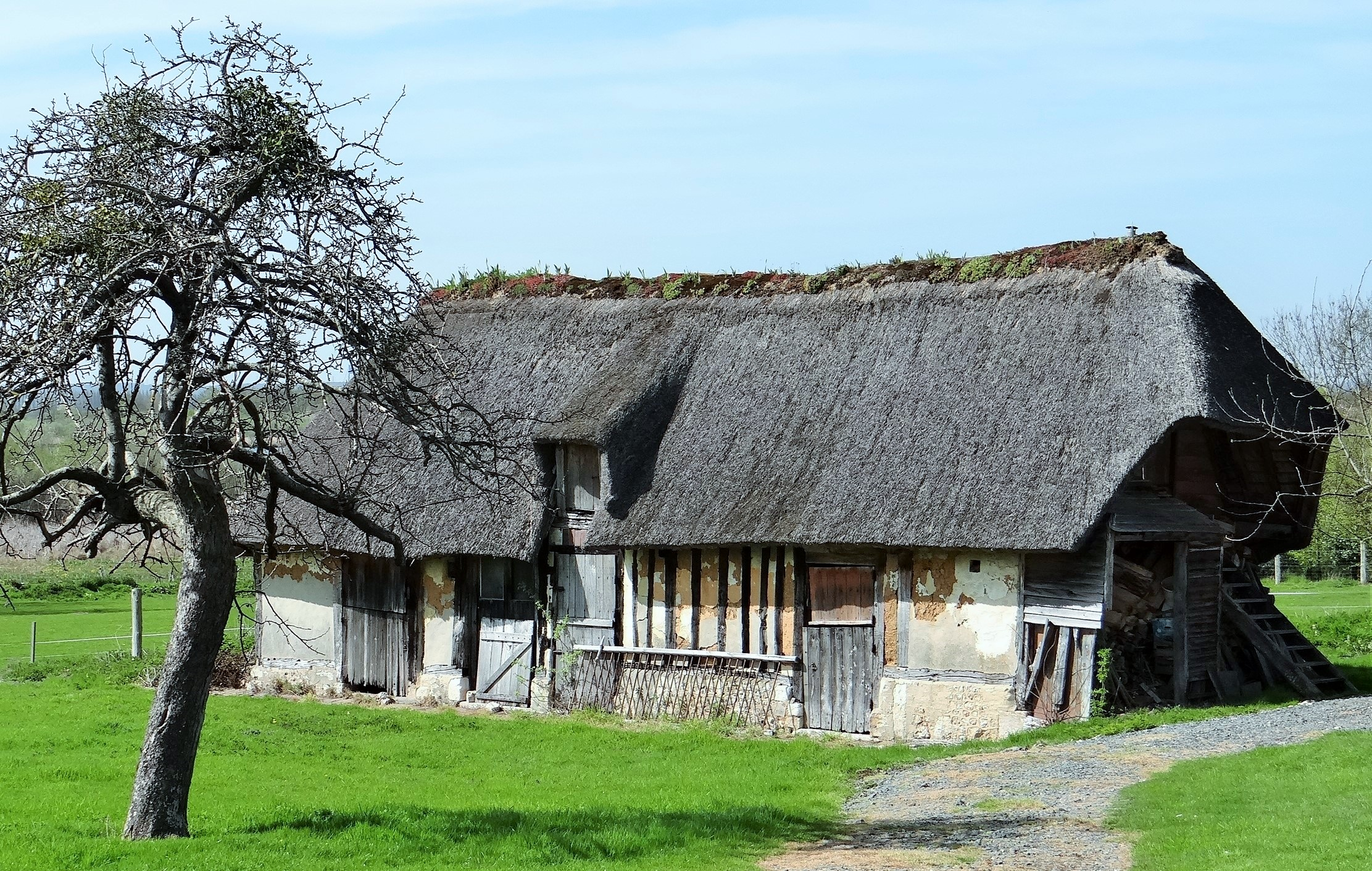

#### Autres
Depuis le XVIIe siècle, chaque année, le 1er mai, la tradition du marquage au fer rouge des bovins (sur une corne) et chevaux (sur un sabot) de la commune est perpétuée lors de la fête dite de « l'étampage ».
L‘épagneul de Pont-Audemer est une race de chien originaire du Marais-Vernier et figure parmi les plus anciennes races françaises d'épagneuls. Ce chien de chasse est particulièrement réputé pour ses qualités de retriever en eau profonde et de broussailleur.
La pomme de Rever est une variété de pommes qui a été implantée par le curé François Rever à la fin du XVIIIe siècle dans le Marais-Vernier.

## Protection
Le Marais-Vernier fait l'objet de diverses protections. Un réseau d’espaces protégés complémentaires s’est progressivement mis en place.

### Zone humide protégée par la convention de Ramsar
- Marais Vernier et Vallée de la Risle maritime[37],[38],[39].

### Parc naturel
- Parc naturel régional des Boucles de la Seine normande[40].

### Réserve naturelle nationale

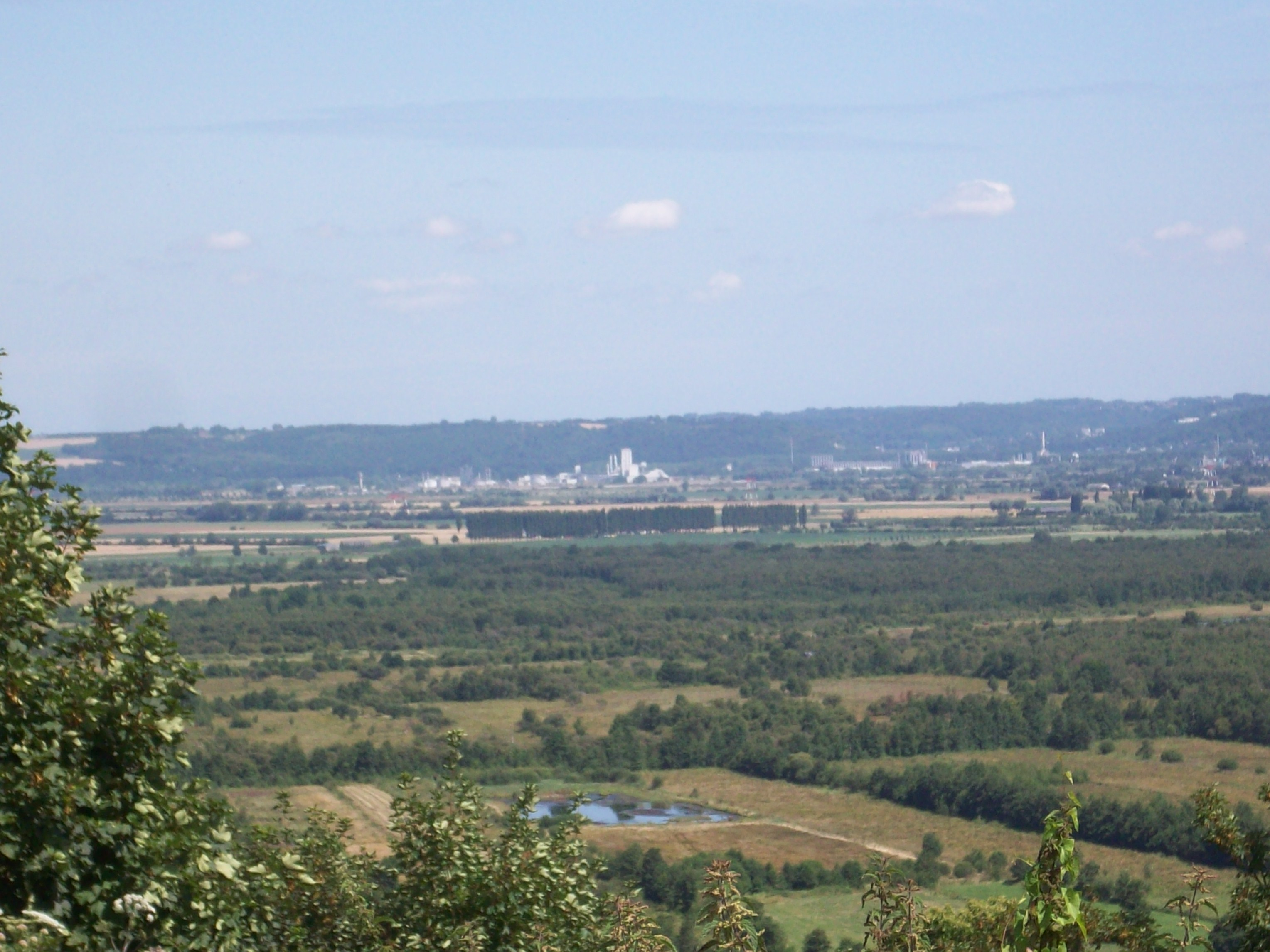
Vue du Marais-Vernier à Bouquelon

- Marais Vernier[41].

### Terrain acquis par le conservatoire du littoral
- Marais Vernier[42].

### Arrêté de protection de biotope, d’habitat naturel ou de site d’intérêt géologique
- Marais des litières de Quillebeuf[43].

### Natura 2000
- Marais Vernier, Risle Maritime[9] ;
- Estuaire de la Seine[44] ;
- Estuaire et marais de la Basse Seine[45].

### ZNIEFF de type 1
- La tourbière de Marais Vernier[21] ;
- Le Marais alluvial de Quillebeuf-sur-Seine[46] ;
- Le Marais Vernier alluvial[47] ;
- Le bois de pourtour de Marais Vernier[48] ;
- Les vasières de Saint-Aubin-sur-Quillebeuf et Quillebeuf-sur-Seine[49].

### ZNIEFF de type 2
- Le Marais Vernier[50].